# Novak Đoković
Novak Đoković (serbisch-kyrillisch Новак Ђоковићⓘ [nôʋaːk dʑôːkoʋitɕ]; * 22. Mai 1987 in Belgrad, SR Serbien, SFR Jugoslawien) ist ein serbischer Tennisspieler.
Đoković beendete die Rekordzahl von acht Saisons (2011, 2012, 2014, 2015, 2018, 2020, 2021 und 2023) auf der ersten Position. Außerdem hält er den Rekord mit den meisten Wochen auf Platz 1. Mit sieben Titeln bei den ATP Finals hält er einen weiteren Rekord. In seiner Karriere gewann er bislang 100 Titel im Einzel sowie ein Turnier im Doppel.
In der Statistik der gewonnenen Grand-Slam-Titel im Einzel belegt er mit 24 Titeln den ersten Platz. Dabei ist er der einzige Spieler, der jedes Grand-Slam-Turnier mindestens dreimal gewinnen konnte. So gewann er zehnmal die Australian Open – auch dies ein Rekord –, siebenmal Wimbledon, viermal die US Open und dreimal die French Open. Mit dem Erfolg bei den French Open 2016 wurde er nach Don Budge (1938) und Rod Laver (1962 und 1969) zum dritten Spieler der Geschichte, der bei allen vier Grand-Slam-Turnieren in Folge siegreich war, jedoch im Unterschied zu diesen nicht im gleichen Jahr. Zusätzlich gewann Đoković 40 Turniere der ATP-Masters-1000-Serie – ebenfalls ein Rekord –, 2010 den Davis Cup sowie die Goldmedaille im Einzel bei den Olympischen Spielen 2024 in Paris. Dabei war Đoković als bis dato einziger Spieler bei allen aktuellen Turnieren der Masters-Serie mindestens zweimal erfolgreich. Als erster Spieler der Geschichte erreichte Đoković zudem die Marken von 100 bzw. 150 Millionen US-Dollar an gewonnenen Turnierpreisgeldern. Er konnte in seiner Karriere alle großen Titel des Tennissports gewinnen und ist darüber hinaus einer von drei Spielern im Herreneinzel, die einen Karriere-Golden-Slam geschafft haben.

## Persönliches
Novak Đoković wurde in Belgrad geboren. Sein Vater Srđan Đoković wurde in Zvečan im heutigen Kosovo geboren, stammte aber aus Montenegro von serbischen Eltern. Seine Mutter Dijana (geborene Žagar) wurde in Belgrad von kroatischen Eltern geboren. Srđan und Dijana lernten sich in Kopaonik kennen, wo sie beide als Skilehrer arbeiteten. In den 1980er-Jahren zogen sie nach Belgrad. Dort wuchs Novak mit seinen beiden jüngeren Brüdern Marko und Đorđe auf, später zog er nach Monaco. Ende 2020 kaufte er in Marbella im Süden Spaniens eine Villa.
Am 10. Juli 2014 heiratete Đoković seine „Jugendliebe“ Jelena Ristić, mit der er seit 2005 liiert ist. Im Oktober 2014 wurde sein Sohn geboren, im September 2017 seine Tochter.

## Tenniskarriere

### Bis 2003: Die Anfänge
Đoković begann als Vierjähriger mit dem Tennisspielen und übte den Sport selbst während der Jugoslawienkriege aus. Mit zwölf Jahren kam er auf die Tennis Academy von Nikola Pilić in Oberschleißheim bei München und blieb dort für vier Jahre. 2003 debütierte er als Profi und stand am Ende des Jahres auf Platz 679 der ATP-Rangliste.

### 2004–2006: Erste Jahre auf der ATP Tour
Bei den Junioren schaffte er 2004 den Einzug ins Halbfinale der Australian Open. Bei den Lambertz Open 2004 in Aachen gewann er sein erstes ATP-Challenger-Turnier.
Als Profi erreichte er 2005 jeweils als Qualifikant die dritte Runde in Wimbledon und bei den US Open, wobei er einige höher platzierte Spieler wie Gaël Monfils und Mario Ančić besiegte. Das Jahr beendete er auf dem 78. Platz der Rangliste.
2006 erreichte er das Halbfinale beim ATP-Turnier von Zagreb und das Viertelfinale bei den French Open, als er erst gegen den späteren Sieger Rafael Nadal nach 0:2-Satzrückstand wegen Rückenproblemen aufgeben musste. Auf seinem Weg ins Viertelfinale schlug er mit Fernando González und Tommy Haas zwei Spieler, die deutlich vor ihm in der Weltrangliste platziert waren. Im Juli gewann er das ATP-Turnier im niederländischen Amersfoort. Im Oktober siegte er im französischen Metz, wodurch er auf Platz 16 der Rangliste kletterte.

### 2007: Platz 3 der Weltrangliste
2007 erreichte Đoković das Achtelfinale der Australian Open, wo er dem Weltranglistenersten Roger Federer unterlag. Im März erreichte er das Finale des Masters-Turniers in Indian Wells, wo er Rafael Nadal unterlag. Durch diese Resultate erreichte Đoković als erster serbischer Tennisspieler die Top Ten.
Am 1. April gewann er als bislang jüngster Spieler der Turniergeschichte das Masters-Turnier in Miami, als er mit 6:3, 6:2 und 6:4 Guillermo Cañas besiegte. Beim Masters-Turnier in Monte Carlo erreichte er das Achtelfinale, in dem er an David Ferrer scheiterte. Anfang Mai gewann er das ATP-Turnier in Estoril; im Finale bezwang er Richard Gasquet mit 7:6, 0:6 und 6:1. Im Juni erreichte er das Halbfinale der French Open, verlor dort aber in drei Sätzen gegen Nadal. Beim Rasenturnier in Queens scheiterte er im Achtelfinale an Arnaud Clément. In Wimbledon gab er im Halbfinale gegen Nadal verletzungsbedingt auf.
Đoković gelang am 12. August sein bis dahin größter Erfolg, als er in Montreal zunächst im Viertelfinale Andy Roddick, im Halbfinale Nadal und schließlich im Finale Roger Federer besiegte. Damit war es einem Tennisspieler zum ersten Mal seit 1994 – damals triumphierte Boris Becker in Stockholm nacheinander über Michael Stich (Dritter), Pete Sampras (Erster) und Goran Ivanišević (Zweiter) – wieder gelungen, innerhalb eines einzigen Turniers der Masters-Serie die drei besten Spieler der ATP-Rangliste zu besiegen.
Bei den US Open erreichte Đoković zum ersten Mal in seiner Karriere und als erster serbischer Spieler überhaupt das Finale eines Grand-Slam-Turniers, das er trotz einiger Satzbälle (fünf im ersten, und zwei im zweiten Satz) ohne Satzgewinn mit 6:7, 6:7 und 4:6 gegen Federer verlor. Anschließend gewann Đoković das Turnier in Wien gegen Stanislas Wawrinka mit 6:4, 6:0. Zum ersten Mal konnte er sich für den Tennis Masters Cup qualifizieren, schied dort jedoch nach drei Niederlagen schon in der Gruppenphase aus.
Đoković, der ab 2007 von Marián Vajda trainiert wurde, ließ sich in Indian Wells, Miami und Wimbledon zusätzlich von Mark Woodforde betreuen.

### 2008: Erster Grand-Slam-Titel, Sieg beim Tennis Masters Cup und Bronzemedaille bei Olympia

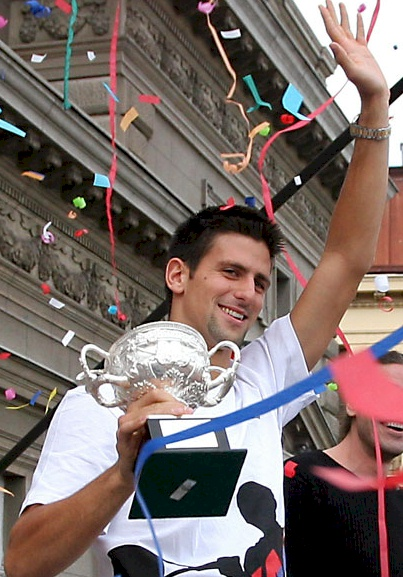
Đoković 2008 nach dem Sieg bei den Australian Open

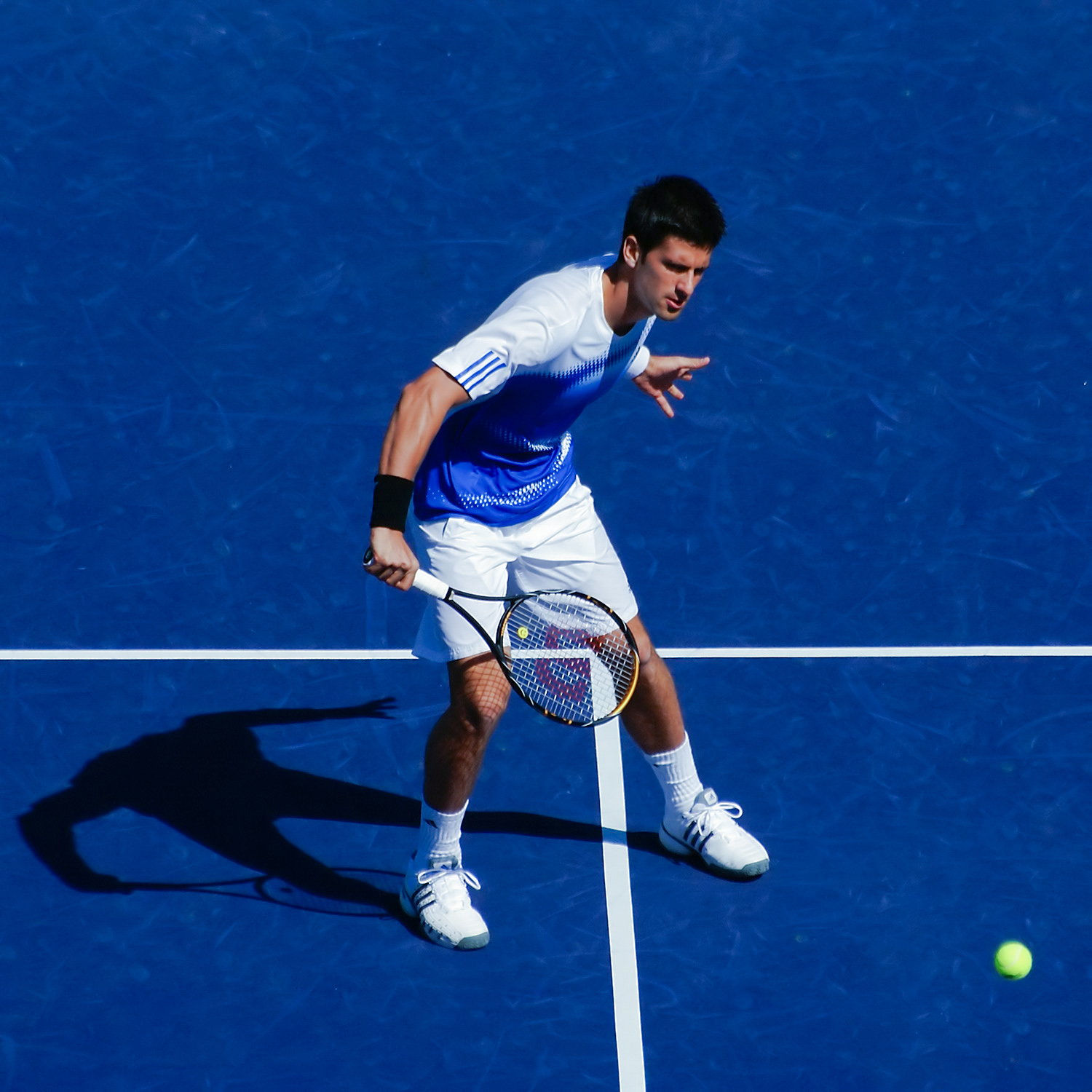
Novak Đoković, 2008

Am 27. Januar gewann Đoković bei den Australian Open sein erstes Grand-Slam-Turnier. Im Finale besiegte er Jo-Wilfried Tsonga mit 4:6, 6:4, 6:3, 7:6. Im Halbfinale hatte er den Weltranglistenersten und dreimaligen Melbourne-Sieger Roger Federer mit 7:5, 6:3 und 7:6 bezwungen. Đoković wurde damit der erste Serbe, der einen Grand-Slam-Titel gewinnen konnte, und der jüngste Titelträger bei den Australian Open.
Den zweiten Titel des Jahres holte er am 23. März beim Masters-Turnier in Indian Wells gegen Mardy Fish. Am 11. Mai folgte sein dritter Turniersieg beim Masters in Rom, wo er mit 4:6, 6:3, 6:3 erneut Stanislas Wawrinka besiegte. In Wimbledon schied er bereits in der zweiten Runde mit 4:6, 6:7 (3:7), 2:6 gegen Marat Safin aus. Bei den Olympischen Spielen in Peking trat er im Einzel an und gewann die Bronzemedaille. Nach seiner Niederlage im Halbfinale gegen Nadal schlug er im Spiel um Platz 3 James Blake mit 6:3 und 7:6 (7:4). Bei den US Open unterlag er im Halbfinale erneut dem späteren Turniersieger Roger Federer. Im November 2008 gewann er dann zum ersten Mal den Tennis Masters Cup. Im Finale besiegte er Nikolai Dawydenko mit 6:1 und 7:5.

### 2009: Fünf Turniersiege
Beim ersten Grand-Slam-Turnier des Jahres konnte der Vorjahressieger diesmal nur das Viertelfinale erreichen, wo er gegen Andy Roddick im vierten Satz erschöpft aufgeben musste. Den ersten Titel des Jahres errang er bei den Dubai Tennis Championships, wo er David Ferrer im Finale mit 7:5 und 6:3 besiegte. Bei den Gerry Weber Open in Halle unterlag er im Endspiel Tommy Haas mit 3:6, 7:6 und 1:6. In Wimbledon kam er bis ins Viertelfinale, scheiterte dort jedoch mit 1:3 Sätzen wiederum an Haas. Zum Ende des Jahres konnte Đoković sich wieder steigern und nacheinander das Turnier von Basel und die Paris Masters gewinnen. In Basel bezwang er im Finale Roger Federer und in Paris im Halbfinale seinen schärfsten Konkurrenten um den zweiten Weltranglistenplatz, Rafael Nadal.

### 2010: Platz 2 in der Weltrangliste und Davis-Cup-Sieg
Bei den Australian Open verlor Đoković zwar das Viertelfinale gegen Jo-Wilfried Tsonga in fünf Sätzen, rückte aber am 1. Februar auf Position zwei der ATP-Weltrangliste vor – seine neue Bestmarke. In Dubai verteidigte er zum ersten Mal in seiner Karriere einen Titel mit einem Dreisatzsieg über Michail Juschny. Bei den French Open scheiterte er im Viertelfinale an dem an Position 22 gesetzten Jürgen Melzer. In Wimbledon gab Đoković nach einem engen Fünfsatzmatch in der ersten Runde gegen Olivier Rochus bis zum Halbfinale nur einen Satz ab, unterlag dort allerdings dem Tschechen Tomáš Berdych klar mit 3:6, 5:7 und 3:6. Bei den US Open erreichte er mit einem Sieg über Federer das Finale und unterlag dort dem Weltranglistenersten Nadal in vier Sätzen. Mit seiner Finalteilnahme zog er in der Weltrangliste jedoch wieder an Federer vorbei auf Platz 2. Im Oktober gelang ihm beim Turnier in Peking seine zweite Titelverteidigung. Beim Hallenturnier in Basel kam es zur Wiederholung des Vorjahresendspiels, allerdings siegte diesmal Federer. Bei den ATP World Tour Finals überstand Đoković die Gruppenphase, scheiterte im Halbfinale aber erneut an Federer, dem späteren Champion. Ein besonderes Highlight fand im Dezember statt: An der Seite von Janko Tipsarević, Viktor Troicki und Nenad Zimonjić gewann er in Belgrad vor heimischem Publikum den Davis Cup. Im Endspiel gegen Frankreich gewann Đoković beide Einzel und blieb damit 2010 auf Davis-Cup-Ebene ungeschlagen. In Interviews schätzte Đoković diesen Erfolg höher ein als seinen Triumph bei den Australian Open 2008.

### 2011: Drei Grand-Slam-Titel und Nummer 1 der Welt

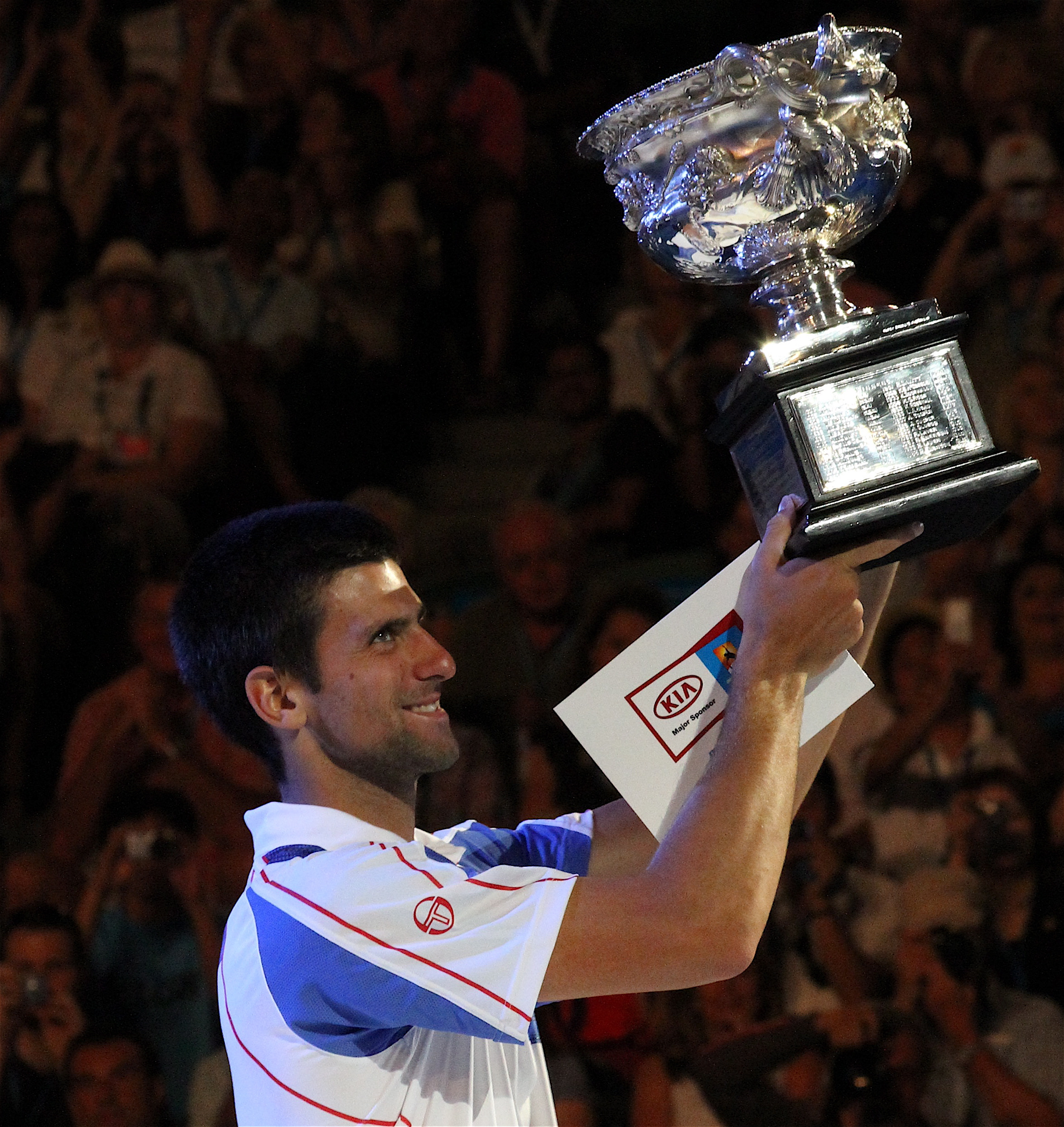
Đoković 2011 nach seinem zweiten Sieg bei den Australian Open

Zur Saisoneröffnung erreichte Đoković, der die Gruppenphase ungeschlagen überstand, beim Hopman Cup in Perth an der Seite von Ana Ivanović das Finale, das wegen einer Bauchfell-Verletzung bei Ivanović nicht stattfinden konnte. Anschließend gewann er zum zweiten Mal nach 2008 die Australian Open. Auf dem Weg zum Turniersieg schlug er im Viertelfinale die Nummer 6 der Welt, Tomáš Berdych, und im Halbfinale – wie zuletzt bei den US Open 2010 – den Weltranglistenzweiten Federer, ehe er im Finale Andy Murray klar mit 6:4, 6:2 und 6:3 besiegte. Đoković gab im Laufe des Turniers nur einen Satz ab – in Runde zwei gegen den Kroaten Ivan Dodig. Beim Turnier in Dubai verteidigte er seinen Titel, indem er im Finale abermals Federer besiegte – es war Đokovićs dritter Dubai-Titel in Folge. Beim Indian Wells Masters im März nahm er wieder Position 2 der ATP-Rangliste ein. Er setzte sich im Halbfinale in drei Sätzen gegen Federer durch und besiegte Rafael Nadal im Finale mit 4:6, 6:3 und 6:2. Zwei Wochen später gewann Đoković nach 2007 zum zweiten Mal das Miami Masters. Im Finale schlug er abermals Nadal mit 4:6, 6:3, 7:6(4). Das Masters in Monte Carlo musste Đoković verletzungsbedingt auslassen. Er eröffnete die Sandplatzsaison bei seinem Heimatturnier in Belgrad, wo er mit einem Finalsieg über Feliciano López seinen fünften Titel in Folge feiern konnte. Beim Madrid Masters schlug er im Endspiel Nadal mit 7:5 und 6:4, eine Woche später in Rom mit 6:4 und 6:4. Durch den Erfolg in Rom sicherte sich Đoković nebenbei bereits frühzeitig einen Startplatz für die World Tour Finals am 20. November in London. Neben Rafael Nadal, dem dies 2009 erstmals gelungen war, ist er damit erst der zweite Spieler, der sich vor dem zweiten Grand-Slam-Turnier des Jahres für das Masters-Finale qualifizieren konnte.
Durch weitere Siege zu Beginn der French Open blieb er ab Saisonbeginn insgesamt 41 Spiele ungeschlagen, was den zweitbesten Saisonstart in der Geschichte nach John McEnroe (42 Siege im Jahr 1984) bedeutete. Die Serie riss schließlich im Halbfinale von Paris beim Match gegen Federer. Insgesamt blieb er saisonübergreifend 43 Spiele lang unbesiegt. Dies war die drittlängste Siegesserie in der Geschichte der Open Era – Guillermo Vilas schaffte 46 und Ivan Lendl 44 Siege. Durch die Halbfinalniederlage konnte er zunächst nicht aus eigener Kraft an die Spitze der Weltrangliste stürmen. Dies gelang ihm jedoch in Wimbledon mit einem Halbfinalsieg über Tsonga. Damit stand fest, dass er am 4. Juli 2011 die neue Nummer 1 der Weltrangliste sein würde. Im Endspiel schlug er seinen Vorgänger als Nummer 1 Nadal in vier Sätzen und machte damit seinen zweiten Grand-Slam-Turniersieg des Jahres perfekt.
Im Anschluss an Wimbledon legte Đoković (abgesehen von einem Auftritt im Doppel in der Davis-Cup-Partie gegen Schweden) eine vierwöchige Turnierpause ein, bevor er Mitte August beim Masters-Turnier in Montreal nahtlos an seine bisherigen Saisonerfolge anknüpfte. Er gewann das Finale gegen Mardy Fish in drei Sätzen und sicherte sich damit den fünften Sieg bei einem Masters-Turnier in einer Saison, was zuvor noch keinem Spieler gelungen war. Beim anschließenden Masters-Turnier in Cincinnati erreichte er erneut das Finale. Das Match gegen Andy Murray gab er jedoch beim Stand von 4:6 und 0:3 wegen Schulterproblemen auf – es war erst die zweite Saisonniederlage.
Bei den US Open zog er nach einem Fünfsatzerfolg über Federer, gegen den er zwei Matchbälle bei Aufschlag Federer abwehren konnte, ins Endspiel ein. Dort traf er zum sechsten Mal in diesem Jahr in einem Finale auf Nadal. Nach über vier Stunden Spielzeit konnte Đoković das Match in vier Sätzen mit 6:2, 6:4, 6:7 und 6:1 für sich entscheiden und damit seinen dritten Erfolg bei einem Grand-Slam-Turnier in dieser Saison feiern. Im Dezember wurde er in einer Umfrage der polnischen Presseagentur Polska Agencja Prasowa (PAP) zu Europas Sportler des Jahres gewählt. Auch die Vereinigung der europäischen Sportjournalisten (UEPS) zeichnete ihn mit diesem Titel aus.

### 2012: Dritter Gewinn der Australian Open und Sieg bei den ATP World Tour Finals

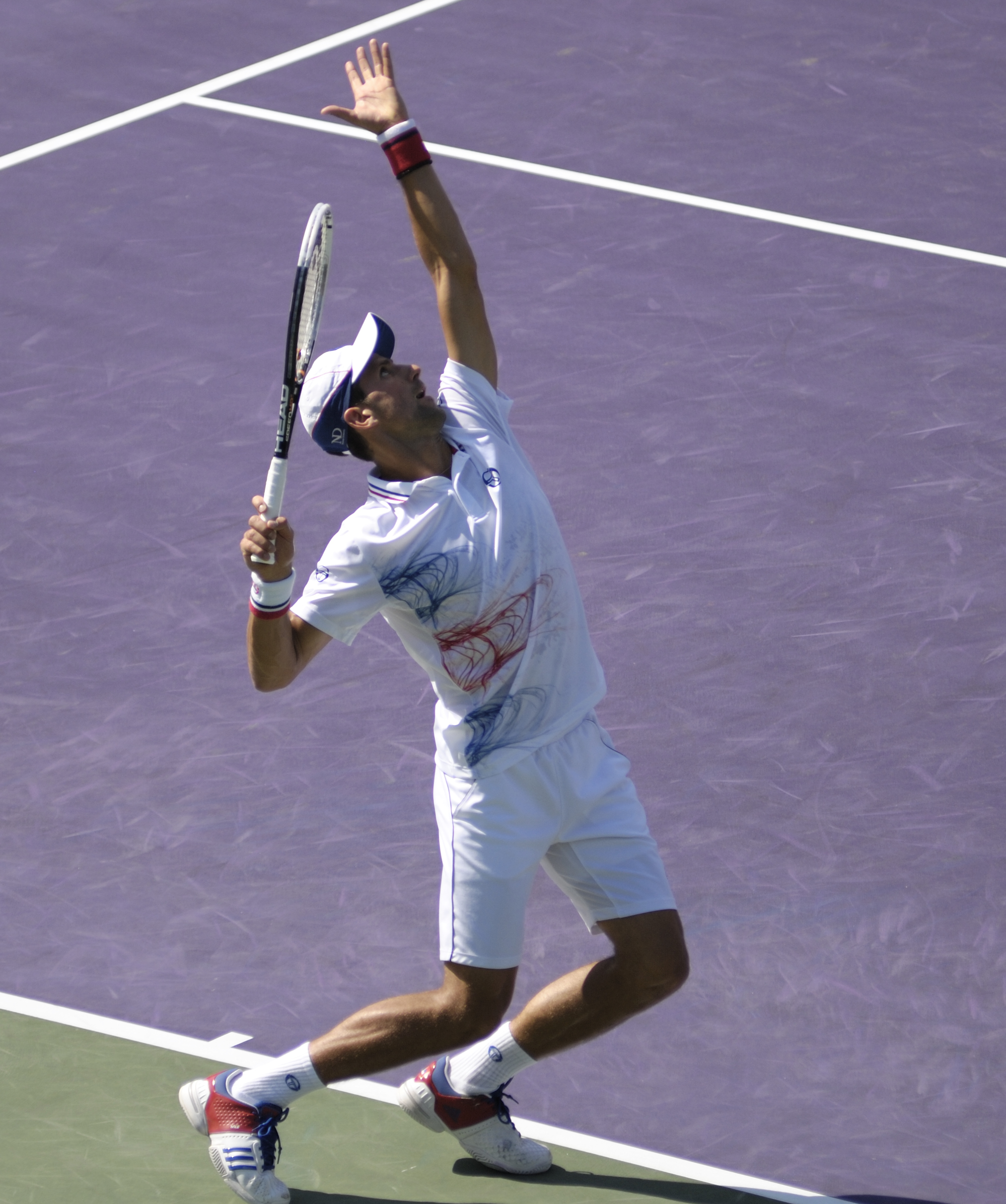
Novak Đoković, 2012

Zunächst verteidigte der Serbe seinen Titel bei den Australian Open. Im Finale gewann er ein knapp sechsstündiges Fünfsatzmatch gegen Nadal mit 5:7, 6:4, 6:2, 6:7 (5:7), 7:5. Es war das längste Spiel der Turniergeschichte und das längste Grand-Slam-Finale der Open Era.
Am 6. Februar wurde er bei den Laureus World Sports Awards mit dem Titel Weltsportler des Jahres ausgezeichnet.
In Dubai gelang Đoković der Einzug ins Halbfinale, in dem er Murray mit 2:6, 5:7 unterlag. Auch beim Turnier von Indian Wells verpasste er das Finale, als er John Isner mit 6:7, 6:3, 6:7 unterlag. In Miami gelang Đoković der Einzug ins Endspiel. Dort konnte er sich gegen Murray mit einem 6:1-, 7:6-Sieg für die Halbfinalniederlage von Dubai revanchieren. Es war der 30. Titel seiner Profikarriere, den er zudem ohne Satzverlust gewann. Im Finale von Monte Carlo musste er sich dem „Sandplatzkönig“ Nadal überraschend deutlich mit 3:6, 1:6 geschlagen geben. Nach einer Viertelfinalniederlage gegen seinen Landsmann Janko Tipsarević in Madrid erreichte er beim Masters-Turnier in Rom erneut das Finale. Dort unterlag er Nadal wie schon in Monte Carlo in zwei Sätzen. Bei den French Open erreichte Đoković mit einem Dreisatzsieg über Federer im Halbfinale erstmals in seiner Karriere das Finale. In dem wegen Regen zeitweise unterbrochenen und über zwei Tage ausgetragenen Endspiel unterlag er in vier Sätzen abermals Nadal. In Wimbledon erreichte er das Halbfinale, unterlag aber in vier Sätzen dem späteren Sieger Roger Federer, der ihn dadurch von Platz 1 der Weltrangliste verdrängte.
Đoković trug bei der Eröffnungsfeier der Olympischen Spiele in London die serbische Flagge. Sowohl im Einzel als auch im Doppel konnte er jedoch keine Medaille erringen. Im Doppel scheiterte er mit Viktor Troicki schon in der ersten Runde an den Schweden Johan Brunström und Robert Lindstedt, im Einzel zog er ins Halbfinale ein. Dort unterlag er Andy Murray mit 5:7, 5:7 und verpasste wie schon 2008 in Peking das Finale. Im Spiel um Bronze unterlag er anschließend auch Juan Martín del Potro in zwei Sätzen. Durch den Titelgewinn in Toronto und den Finaleinzug in Cincinnati gewann Đoković dann zum ersten Mal die US Open Series. Dabei bezwang er im Finale von Toronto Richard Gasquet mit 6:3, 6:2, während er in Cincinnati Federer mit 0:6, 6:7 unterlag. Bei den US Open gelang ihm zum vierten Mal der Einzug ins Finale, in dem ihn Andy Murray mit 7:6, 7:5, 2:6, 3:6, 6:2 besiegte.
Nachdem Đoković durch einen Finalsieg über Jo-Wilfried Tsonga zum dritten Mal die China Open gewonnen hatte, stand er im Finale von Shanghai erneut Andy Murray gegenüber. Diesmal behielt er nach Abwehr von fünf Matchbällen mit 5:7, 7:6, 6:3 die Oberhand. Dadurch hatte Đoković bei sieben der insgesamt neun ATP-World-Tour-Masters-1000-Turniere, die zu diesem Zeitpunkt im Turnierkalender standen, mindestens einmal gewonnen. Sieben verschiedene Masters-Turniere konnten zuvor nur Andre Agassi und Roger Federer für sich entscheiden. Zudem verbuchte Đoković mit dem Erreichen des Endspiels von Shanghai als zweiter Spieler nach Federer bei jedem der aktuellen Masters-Turniere mindestens einen Finaleinzug.
Nach der Absage des Paris Masters von Titelverteidiger Federer eroberte Đoković am 5. November die Weltranglistenführung zurück. Am 12. November gewann er zum zweiten Mal nach 2008 das Saisonabschlussfinale in London. Er gewann alle drei Vorrundenspiele sowie das Halbfinale gegen Juan Martín del Potro und schlug im Finale den Vorjahressieger und sechsmaligen ATP-World-Tour-Champion Federer mit 7:6 (8:6), 7:5. Damit sicherte sich Đoković zum Jahresende weitere 1.500 Weltranglistenpunkte und erspielte sich ein Turnierpreisgeld von insgesamt 1,76 Millionen US-Dollar.

### 2013: Vierter Gewinn der Australian Open

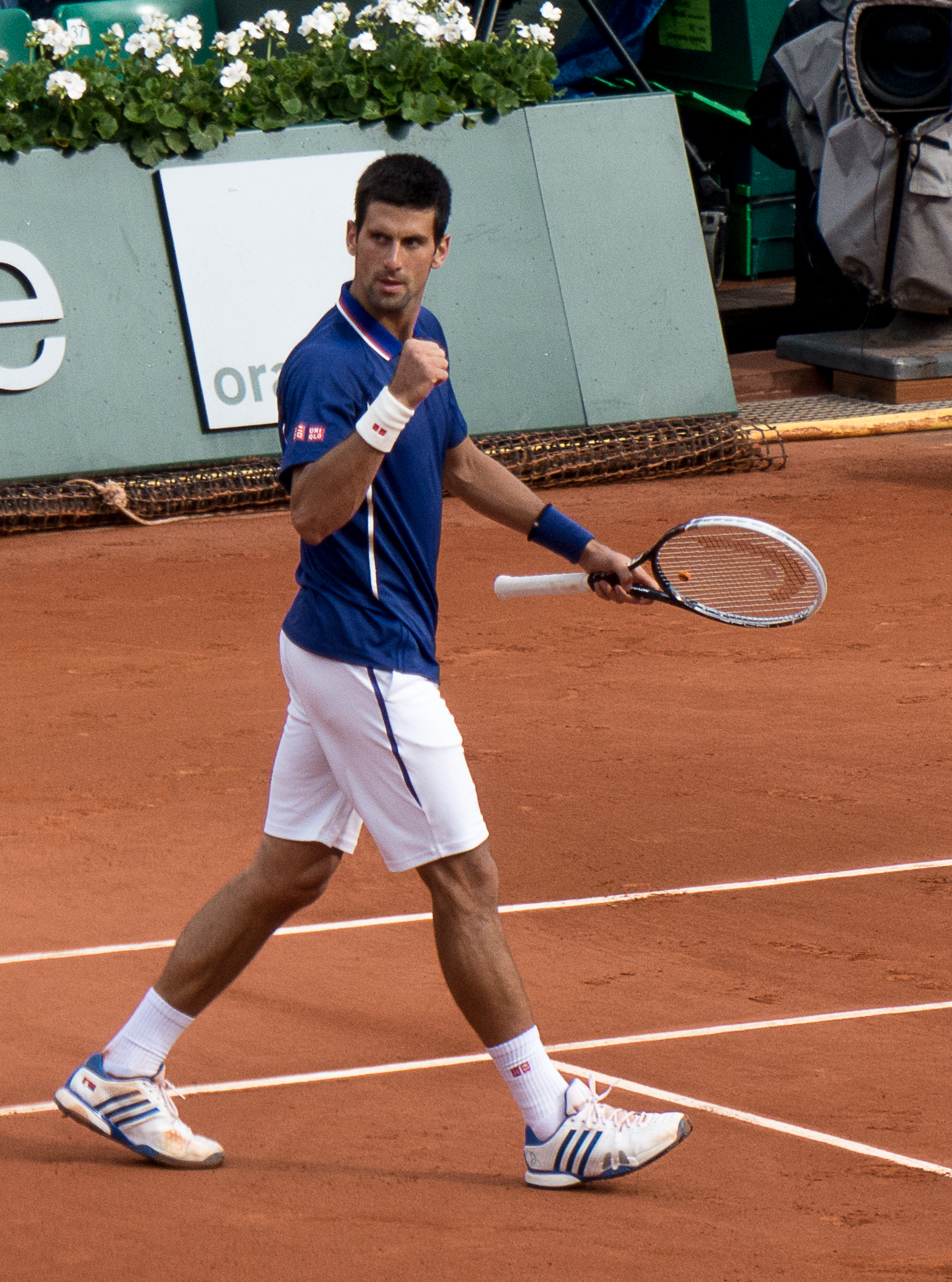
Đoković bei den French Open 2013

Der topgesetzte Serbe schlug im Finale der Australian Open Andy Murray mit 6:7, 7:6, 6:3 und 6:2 und sicherte sich damit, zusammen mit einem Preisgeld von 2,43 Millionen US-Dollar, seinen insgesamt vierten Titel beim ersten Grand-Slam-Turnier des Jahres. Außerdem war er damit der erste Spieler der Open Era, der bei den Australian Open dreimal in Folge gewann. In der ersten Runde des Davis Cups gegen Belgien kam Đoković im Einzel gegen Olivier Rochus zum Einsatz, den er klar in drei Sätzen besiegte.
Serbien gewann die Partie mit 3:2. In Dubai besiegte Đoković Tomáš Berdych in 94 Minuten mit 7:5 und 6:3. Es war sein vierter Titel bei diesem Turnier. Bei den Masters in Indian Wells und Miami erreichte er das Halbfinale bzw. Achtelfinale. In der zweiten Runde des Davis Cups führte er die serbische Mannschaft gegen die Vereinigten Staaten an. Er gewann seine beiden Einzel gegen John Isner und Sam Querrey, die Begegnung endete mit 3:1 für Serbien.
In Monaco gewann Đoković seinen dritten Titel der laufenden Saison und beendete damit Nadals Serie von 46 Siegen in Folge in Monte Carlo. Beim Masters in Madrid unterlag er bereits in seiner Auftaktpartie Grigor Dimitrow, im nachfolgenden Turnier in Rom musste er sich im Viertelfinale Berdych geschlagen geben. Bei den French Open traf er im Halbfinale auf Nadal, dem er in fünf Sätzen knapp mit 4:6, 6:3, 1:6, 7:6 und 7:9 unterlag. In Wimbledon erreichte der topgesetzte Serbe ohne Satzverlust das Halbfinale, in dem er del Potro knapp mit 7:5, 4:6, 7:6, 6:7 und 6:3 bezwang. Im Finale traf Đoković wie schon bei den Australian Open auf Murray, dem er mit 4:6, 5:7, 4:6 unterlag.
Bei den Masters-Turnieren in Montreal und Cincinnati musste er sich im Halbfinale gegen Nadal bzw. im Viertelfinale gegen John Isner geschlagen geben. Deutlich erfolgreicher verliefen die US Open, bei denen er wie im Vorjahr das Endspiel erreichte. Mit 2:6, 6:3, 4:6 und 1:6 unterlag er dort jedoch Nadal. Im Halbfinale des Davis Cups kam Đoković in den Einzelmatches zum Einsatz. Er gewann die Partien gegen Milos Raonic und Vasek Pospisil jeweils glatt in drei Sätzen und trug damit maßgeblich zum 3:2-Sieg gegen Kanada bei. Beim nachfolgenden Turnier in Peking traf er im Finale erneut auf Nadal, gegen den er sich diesmal klar mit 6:3 und 6:4 durchsetzte. Durch Nadals Finaleinzug fiel Đoković in der Weltrangliste auf den zweiten Rang zurück.
Beim Masters in Shanghai verteidigte Đoković seinen Titel, indem er del Potro im Endspiel mit 6:1, 3:6 und 7:6 (7:3) besiegte. In Paris gewann Đoković das Masters, nachdem er sich im Halbfinale gegen Roger Federer und im Endspiel mit 7:5 und 7:5 gegen David Ferrer durchgesetzt hatte. Bei den abschließenden ATP World Tour Finals 2013 startete Đoković wie schon beim Masters in Shanghai als Titelverteidiger. Er gewann seine drei Gruppenspiele, unter anderem gegen Federer, setzte sich im anschließenden Halbfinale gegen Stanislas Wawrinka durch und besiegte im Endspiel Nadal mit 6:3 und 6:4. Beim Endspiel des Davis Cups gegen Tschechien gewann Đoković seine beiden Einzelpartien gegen Radek Štěpánek und Tomáš Berdych, insgesamt verlor Serbien aber mit 2:3 gegen die tschechische Mannschaft.
Zum Ende des Jahres verpflichtete Novak Đoković den ehemaligen Weltranglistenersten Boris Becker als neuen Trainer.

### 2014: Zweiter Sieg in Wimbledon und Rückkehr an die Weltranglistenspitze
Zum Start der Saison 2014 unterlag Đoković als Titelverteidiger bei den Australian Open im Viertelfinale dem späteren Turniersieger Stanislas Wawrinka mit 6:2, 4:6, 2:6, 6:3 und 7:9. Es war seine erste Niederlage in Melbourne seit 2010, zuvor war er drei Jahre und insgesamt 25 Partien beim ersten Grand-Slam-Turnier der Saison ungeschlagen geblieben. Bei den Frühjahrs-Masters fand Đoković dann besser in Form und gewann zum zweiten Mal in seiner Karriere beide Turniere. Dabei schlug er Roger Federer (Indian Wells) und Rafael Nadal (Miami) in den Endspielen. Zu Beginn der Sandplatzsaison scheiterte er in Monte Carlo im Halbfinale an Federer, womit seine Serie von erfolgreichen Masters-Turnieren nach vier Titeln ein Ende fand. Aufgrund einer Verletzung verpasste Đoković das nächste Turnier in Madrid, fand danach aber wieder schnell in die Spur und gewann in Rom bereits das dritte Masters-Turnier der Saison. Dabei war er im Endspiel erneut gegen Nadal erfolgreich und hatte den spanischen Weltranglistenersten damit bereits zum vierten Mal im Finale eines Sandplatz-Masters besiegt. Doch bei den French Open wendete sich das Blatt wieder. Zwar gewann Đoković im Endspiel den ersten Satz gegen Nadal, musste sich aber dennoch zum dritten Mal in Folge und zum insgesamt sechsten Mal beim wichtigsten Sandplatzturnier des Jahres dem Spanier geschlagen geben.
In Wimbledon erreichte Đoković als an Nummer 1 gesetzter Spieler wie im Vorjahr das Endspiel. Dort schlug er Roger Federer in einem fast vier Stunden dauernden Endspiel mit 6:7, 6:4, 7:6, 5:7 und 6:4. Damit eroberte er auch die Spitzenposition der Weltrangliste zurück. Auf dem Weg zu den US Open musste Đoković zwei überraschend frühe Niederlagen bei den Masters-Turnieren von Toronto und Cincinnati hinnehmen, wo er jeweils in der 3. Runde scheiterte. Bei den US Open selbst erreichte er dann zum achten Mal in Folge das Halbfinale, musste sich hier aber in vier Sätzen Kei Nishikori geschlagen geben. Damit hatte Đoković wie schon in den beiden Vorjahren nur eins der vier Grand-Slam-Turniere einer Saison für sich entscheiden können.
In den folgenden Wochen zementierte Đoković seine Position in der Weltrangliste durch Erfolge bei den letzten Turnieren der Saison. So gewann er in Peking seinen fünften Titel in sechs Jahren. Im Finale schlug er Tomáš Berdych mit 6:0 und 6:2. Beim Shanghai Rolex Masters verlor er gegen Roger Federer im Halbfinale. Das BNP Paribas Masters in Paris gewann er im Anschluss ohne Satzverlust. Im Finale besiegte er Milos Raonic mit 6:2 und 6:3. Bei den ATP World Tour Finals stellte Novak Đoković einen neuen Rekord auf. In den ersten drei Gruppenspielen gab er lediglich neun Spiele ab. Mit dem Erreichen des Halbfinales sicherte er sich zum Jahresende Position 1 der Weltrangliste. Da Federer beim Finale nicht antrat und Đoković somit kampflos gewann, markierte dies seinen siebten Titel in dieser Saison und seinen vierten bei den World Tour Finals.

### 2015: Erneuter Gewinn dreier Grand-Slam-Turniere sowie sechs Masters
| Rang                      | Spieler       | Titel |
| ------------------------- | ------------- | ----- |
| 1.                        | Novak Đoković | 24    |
| 2.                        | Rafael Nadal  | 22    |
| 3.                        | Roger Federer | 20    |
| 4.                        | Pete Sampras  | 14    |
| 5.                        | Roy Emerson   | 12    |
| 6.                        | Björn Borg    | 11    |
| 6.                        | Rod Laver     | 11    |
| 8.                        | Bill Tilden   | 10    |
| Stand: 10. September 2023 |               |       |

| Rang                | Spieler       | Wochen |
| ------------------- | ------------- | ------ |
| 1.                  | Novak Đoković | 428    |
| 2.                  | Roger Federer | 310    |
| 3.                  | Pete Sampras  | 286    |
| 4.                  | Ivan Lendl    | 270    |
| 5.                  | Jimmy Connors | 268    |
| 6.                  | Rafael Nadal  | 209    |
| 7.                  | John McEnroe  | 170    |
| 8.                  | Björn Borg    | 109    |
| 9.                  | Andre Agassi  | 101    |
| Stand: 9. Juni 2024 |               |        |

Novak Đoković startete die Saison 2015 mit einem großen Erfolg. Im Finale der Australian Open besiegte er Andy Murray mit 7:6, 6:7, 6:3 und 6:0. Damit gewann der Serbe zum bereits fünften Mal dieses Grand-Slam-Turnier, als erster Spieler in der Open Era. Einzig Roy Emerson hatte das Turnier in den 1960er-Jahren noch häufiger (insgesamt sechsmal) gewonnen. In den folgenden Wochen und Monaten feierte Đoković weitere Turniersiege. So verteidigte er als erst zweiter Spieler nach Roger Federer erfolgreich das Masters-Double aus Indian Wells und Miami. Durch seinen Erfolg in Monte Carlo im April wurde Đoković dann zum ersten Spieler überhaupt, der die ersten drei Masters-Turniere einer Saison gewann. Seine Erfolgsserie bei Masters-Turnieren endete schließlich in Madrid, da er auf die Teilnahme verzichtete. Kurz vor Beginn der French Open gewann er in Rom sein bereits viertes Masters-Turnier der Saison.
Bei den French Open 2015 traf Đoković im Viertelfinale auf den neunfachen Titelträger Rafael Nadal. Im siebten Anlauf gelang Đoković der erste Erfolg gegen Nadal in Paris, insgesamt war es erst die zweite Niederlage für den Spanier bei diesem Turnier. Durch eine erfolgreiche Halbfinalpartie gegen Murray erreichte er zum dritten Mal das Finale der French Open. Diesmal musste er sich Stan Wawrinka in vier Sätzen geschlagen geben und verpasste somit erneut die Chance dem Kreis der Spieler beizutreten, die alle vier Grand-Slam-Turniere mindestens einmal in ihrer Karriere gewannen.
Ohne weitere Vorbereitungsturniere begann Đoković drei Wochen später die Titelverteidigung in Wimbledon. Erneut spielte er sich bis ins Finale, wo er in einer Wiederholung des Vorjahresendspiels auf Roger Federer traf. Mit 7:6, 6:7, 6:4 und 6:3 setzte er sich durch und sicherte sich damit seinen dritten Titelgewinn in Wimbledon und den insgesamt neunten Erfolg bei einem Grand-Slam-Turnier.
In der Vorbereitung auf die US Open verlor Đoković erstmals im Saisonverlauf im Rahmen der Masters-Serie. So erreichte er zwar sowohl in Montreal als auch in Cincinnati das Endspiel, musste sich aber in beiden Finalspielen geschlagen geben. Bei den US Open erreichte Đoković zum bereits sechsten Mal in seiner Karriere das Endspiel. Ihm war es damit als drittem Spieler der Open Era (nach Rod Laver und Roger Federer) gelungen, bei allen vier Grand-Slam-Turnieren einer Saison das Finale zu erreichen. Erneut traf er auf Federer, den er mit 6:4, 5:7, 6:4 und 6:4 in die Schranken wies. Wie schon 2011 hatte Đoković damit drei Grand-Slam-Turniere in einer Saison gewonnen und seine Titelbilanz auf insgesamt zehn Major-Erfolge ausgebaut.
Nach den US Open stellte er mit 16.145 Punkten einen neuen Rekord in der Tennisweltrangliste auf (im weiteren Saisonverlauf steigerte er diesen Rekord noch auf 16.785 Punkte). Die bisherige Bestmarke hatte Roger Federer mit 8.370 Punkten (umgerechnet 15.745 Punkte im aktuellen Punktesystem) in der Saison 2006 gehalten. Zudem sicherte sich Đoković durch den Erfolg bei den US Open auch vorzeitig den Spitzenplatz in der Weltrangliste zum Jahresende – zum insgesamt vierten Mal in seiner Karriere. Nur Pete Sampras (sechsmal), sowie Roger Federer und Jimmy Connors (je fünfmal) schlossen häufiger eine Saison an der Spitze der Weltrangliste ab.
Zu Beginn der letzten Saisonphase gewann Đoković zum sechsten Mal in seiner Karriere das ATP-World-Tour-500-Turnier in Peking. Bei keinem anderen Turnier war Đoković so häufig erfolgreich. Auch die nachfolgenden Masters in Shanghai und Paris konnte er gewinnen und damit, als erster Spieler überhaupt, sechs Turniere dieser Kategorie in einer Saison für sich entscheiden. Insgesamt konnte somit Đoković sein Titelkonto bei Masters auf 26 hochschrauben (lediglich Rafael Nadal gewann einen Masters-Titel mehr). Đokovićs Siegesserie von 23 Spielen endete schließlich in der Gruppenphase der ATP World Tour Finals 2015 gegen Roger Federer. Trotz dieser Niederlage zog der Serbe ins Finale des Turniers ein und traf dort erneut auf Federer, den er diesmal mit 6:3, 6:4 besiegte. Dies war bereits sein fünfter Titel bei den saisonabschließenden Tour Finals und der vierte Sieg in Folge bei diesem Turnier (Rekord). Nur sein Finalgegner hat mit sechs Erfolgen bei den Tour Finals erfolgreicher abgeschnitten. Đoković beendete die Saison 2015 mit zahlreichen Rekorden und persönlichen Bestleistungen, unter anderem elf Saisontiteln, 82 Matcherfolgen und mehr als 16.000 Weltranglistenpunkten.

### 2016: Vollendung des Karriere-Grand-Slams und Verlust der Weltranglistenspitze
Đoković begann die Saison 2016 mit einem Turniererfolg in Doha, dem insgesamt 60. Einzeltitel in seiner Karriere. Durch den Erfolg verbesserte er seine Rekordanzahl an Weltranglistenpunkten noch einmal leicht auf 16.790 Punkte. Bei den Australian Open erreichte Đoković das fünfte Grand-Slam-Finale in Serie. Im Endspiel besiegte er Andy Murray mit 6:1, 7:5 und 7:6. Mit seinem insgesamt sechsten Erfolg bei den Australian Open stellte er den Rekord Roy Emersons ein. Bei den Masters-Turnieren in den USA setzte Đoković seine Erfolgsserie fort. So gewann er als erster Spieler zum dritten Mal in Folge und zum vierten Mal insgesamt das Masters-Double aus Indian Wells und Miami. Durch die beiden Turniersiege erhöhte er sein Konto an Masters-Titeln auf 28 und verbesserte damit die bisherige Rekordmarke von Rafael Nadal. Mit dem Sieg in Miami überbot Đoković zudem die bisher von Roger Federer gehaltene Bestmarke für die höchste im Verlaufe der Karriere gewonnene Preisgeldsumme.
Zu Beginn der Sandplatzsaison scheiterte Đoković überraschend in seinem Auftaktmatch in Monte Carlo. Es war seine erste Auftaktniederlage bei einem ATP-Turnier seit fast drei Jahren. Beim nächsten Masters-Turnier in Madrid fand er aber zurück in die Erfolgsspur und gewann seinen fünften Saisontitel. Bei den French Open 2016 erreichte er zum vierten Mal das Finale, das er in vier Sätzen gegen Andy Murray gewinnen konnte (3:6, 6:1, 6:2, 6:4). Damit vollendete er als achter Spieler im Einzel den Karriere-Grand-Slam. Mit dem vierten Grand-Slam-Erfolg in Serie gelang ihm außerdem ein unechter Grand Slam, als erst drittem Spieler der Tennisgeschichte nach Don Budge und Rod Laver. Während des Turniers erreichte Đoković auch als fünfter Spieler der Geschichte seine 200. Woche an der Weltranglistenspitze. Ebenfalls als fünfter Spieler erreichte er eine Serie von 100 ununterbrochenen Wochen als Nummer 1.
Mit 16.950 Punkten verbesserte er außerdem erneut den Rekord für die meisten Punkte in der Tennisweltrangliste. Mit dem Einzug ins Viertelfinale übersprang Đoković als erster Tennisspieler der Geschichte die Schwelle von 100 Millionen US-Dollar an Turnierpreisgeldern.
Beim Versuch seiner Titelverteidigung in Wimbledon scheiterte Đoković überraschend bereits in der dritten Runde am US-Amerikaner Sam Querrey in vier Sätzen. Damit endeten gleich mehrere Erfolgsserien des Serben bei Grand-Slam-Turnieren. So hatte Đoković zuvor bei sechs Grand-Slam-Turnieren hintereinander das Finale erreicht, seit neun Turnieren immer mindestens das Halbfinale und seit Wimbledon 2009 bei 28 Turnierteilnahmen immer mindestens das Viertelfinale erreicht.
Kurz vor Beginn der Olympischen Spiele in Rio de Janeiro sicherte sich Đoković seinen siebten Saisontitel in Toronto, damit war er der erste Spieler, der 30 Masters-Turniere gewann. Beim olympischen Tennisturnier scheiterte er dann schon in der ersten Runde gegen Juan Martín del Potro und verpasste somit auch beim dritten Anlauf den Gewinn der Goldmedaille. Auch im Doppel schied er früh aus. Das nachfolgende Masters-Turnier in Cincinnati musste Đoković dann aufgrund einer Handgelenksverletzung absagen. Bei den US Open profitierte Đoković gleich mehrfach von Nichtantritten oder vorzeitigen Aufgaben eines Gegners und erreichte so mit nur zwei Satzverlusten sein siebtes Endspiel in New York. Gegen Stan Wawrinka musste er sich jedoch in vier Sätzen geschlagen geben und seine fünfte Finalniederlage bei den US Open hinnehmen. Auch bei den letzten beiden Masters-Turnieren der Saison blieb Đoković erfolglos. Da sein Konkurrent Andy Murray dagegen beide Turniere für sich entschied, musste Đoković am 7. November 2016 die Führung in der Weltrangliste an den Briten abgeben. Mit 122 Wochen in Folge war es die viertlängste ununterbrochene Führung in der Wertung gewesen. Bei den saisonabschließenden ATP World Tour Finals kam es im Endspiel zum direkten Duell zwischen Đoković und Murray. Dabei ging es nicht nur um den Turniersieg, sondern auch um die Entscheidung, welcher der beiden Spieler die Saison als Nummer 1 der Weltrangliste beenden würde. Murray behielt mit 6:3, 6:4 die Oberhand und blieb die Nummer 1.
Im Dezember 2016 beendeten Đoković und Trainer Boris Becker die Zusammenarbeit.

### 2017: Gesundheitliche Probleme und Aufgabe bei Wimbledon

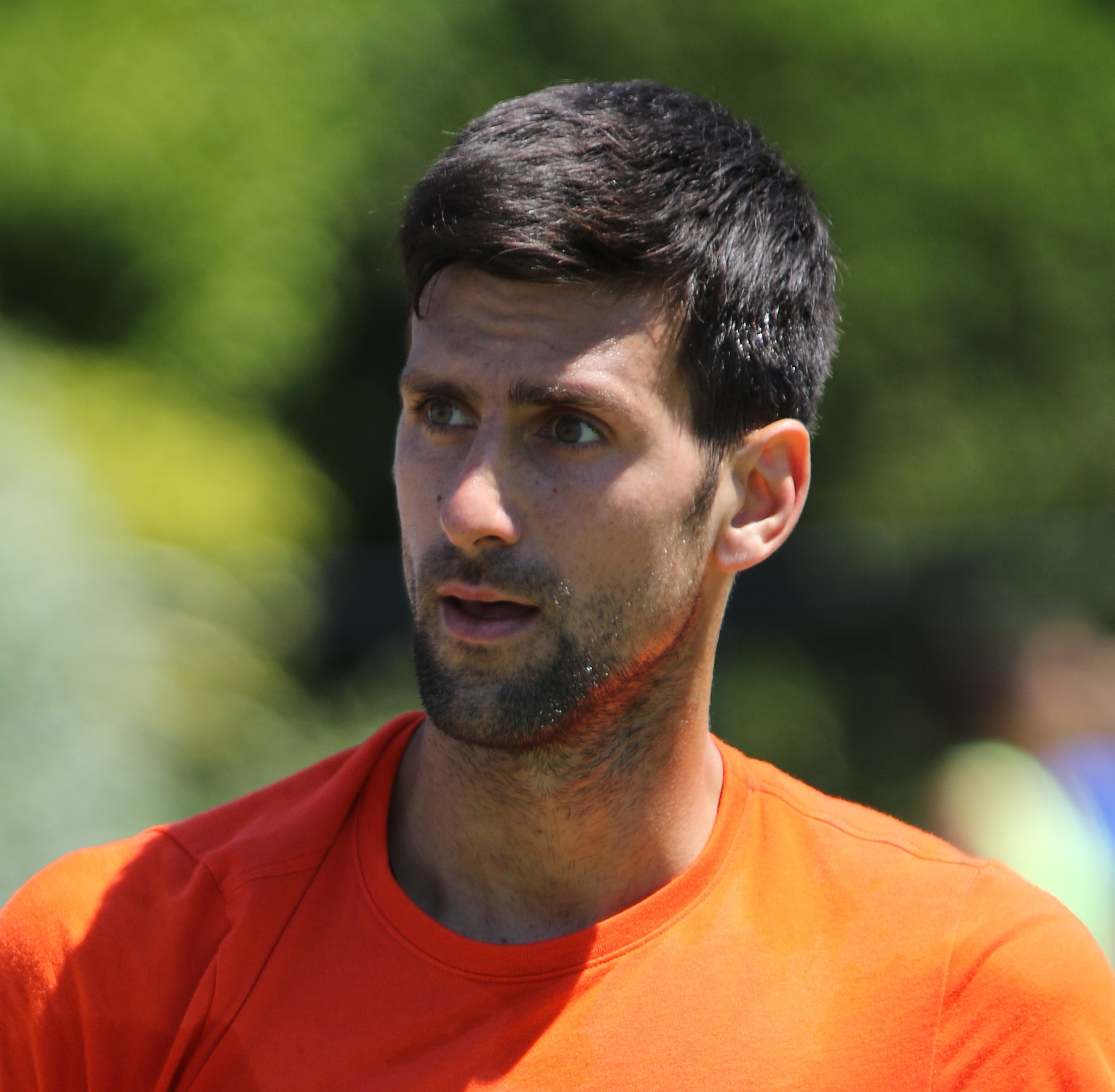
Novak Đoković, 2017

Zum Auftakt der Saison 2017 gelang Đoković in Doha der erste Turniererfolg seit fast einem halben Jahr. Bei den Australian Open 2017 scheiterte Đoković bereits in Runde zwei an Denis Istomin. Für ihn war es das früheste Ausscheiden bei einem Grand-Slam-Turnier seit 2008, als er in Wimbledon ebenfalls in der zweiten Runde ausgeschieden war. In Acapulco scheiterte er im Viertelfinale an Nick Kyrgios. Auch in Indian Wells unterlag er Kyrgios, diesmal bereits im Achtelfinale. Dies war seine erste Niederlage in Indian Wells seit 2013. Seine Teilnahme beim Masters-Turnier in Miami, das er in den letzten sechs Jahren fünfmal gewonnen hatte, musste Đoković aufgrund einer Ellbogenverletzung absagen.
In Monte-Carlo schied er zu Beginn der Sandplatzsaison im Viertelfinale gegen David Goffin aus, in Madrid scheiterte er im Halbfinale an Rafael Nadal. In Rom erreichte er wie im Vorjahr das Endspiel, das er in zwei Sätzen gegen Alexander Zverev verlor. Kurz darauf gab er bekannt, Andre Agassi als neuen Trainer verpflichtet zu haben. Zuvor hatte er sich von seinem langjährigen Coach Marián Vajda, sowie von Fitnesstrainer und Physiotherapeuten getrennt. Bei den French Open erreichte er das Viertelfinale, wo er gegen Dominic Thiem klar in drei Sätzen mit 6:75, 3:6 und 0:6 verlor. Das Vorbereitungsturnier auf Rasen in Eastbourne gewann er gegen Gaël Monfils mit 6:3 und 6:4. In Wimbledon erreichte Đoković das Viertelfinale gegen Tomáš Berdych, wo er verletzungsbedingt beim Stande von 6:72 und 0:2 aufgeben musste.
Auf einer Pressekonferenz in Belgrad gab er knapp zwei Wochen später bekannt, dass er die Saison 2017 wegen einer Verletzung vorzeitig beende.
Aufgrund des vorzeitigen Saisonendes wurde Đoković am 6. November 2017 erstmals seit mehr als zehn Jahren nicht mehr in den Top Ten der Weltrangliste geführt und beendete die Saison 2017 auf Position zwölf. Im November ergänzte Đoković sein neues Trainerteam um den ehemaligen Profispieler Radek Štěpánek.

### 2018: Comeback mit zwei Grand-Slam-Titeln und Golden Masters, Rückkehr zur Weltranglistenspitze
Bei den Australian Open 2018 kehrte Đoković auf die Tour zurück, scheiterte aber bereits im Achtelfinale in drei Sätzen an Chung Hyeon. Ende Januar entschloss er sich zu einer Ellbogen-Operation, so dass er erst im März in Indian Wells wieder erste Partien bestritt. Er gab an nach der Operation drei Tage lang geweint zu haben wegen Schuldgefühlen. Er sei kein Freund von Operationen und Medikamenten und möchte sein Leben „so natürlich wie nur irgendwie möglich“ leben. Er gab weiter an, dass menschliche Körper „selbstheilende Maschinen“ seien, weswegen medizinische Interventionen grundsätzlich abzulehnen sind.
Nachdem er sowohl in Indian Wells als auch in Miami erneut früh gescheitert war, trennte sich Đoković nach nur kurzer Zusammenarbeit wieder von seinen Trainern Agassi und Štěpánek. Zu den Monte Carlo Masters engagierte er wieder seinen langjährigen Trainer Vajda. In den folgenden Wochen zeigte die erneute Zusammenarbeit erste Erfolge. So erreichte Đoković in Rom erstmals seit einem Jahr wieder das Halbfinale bei einem Masters. Bei den French Open 2018 zog er wie im Vorjahr ins Viertelfinale ein, wo er gegen Marco Cecchinato verlor. In der folgenden Rasensaison zeigte Đoković weiter ansteigende Form und erreichte das Finale in Queens, wo er sich Marin Čilić geschlagen geben musste. In Wimbledon startete er an Position zwölf gesetzt und erreichte nach nur zwei Satzverlusten das Halbfinale. Dort kam es zum 52. Duell zwischen Đoković und Rafael Nadal. In einem hartumkämpften Match setzte sich Đoković in fünf Sätzen durch und erreichte sein erstes Grand-Slam-Finale seit den US Open 2016. Im Endspiel bezwang Đoković mit 6:2, 6:2 und 7:6 seinen Kontrahenten Kevin Anderson und gewann damit seinen vierten Titel in Wimbledon. Durch den Gewinn seines 13. Grand-Slam-Titels kehrte Đoković nach rund neun Monaten Unterbrechung auch wieder in die Top Ten der Weltrangliste zurück.
In der Vorbereitung auf die US Open erreichte Đoković das Achtelfinale in Toronto, dort verlor er allerdings in drei Sätzen gegen Stefanos Tsitsipas, bevor er sich in Cincinnati ins Finale vorspielte. Dort kam es erstmals seit mehr als zwei Jahren zum Duell mit Roger Federer. Đoković setzte sich mit 6:4, 6:4 durch und feierte seinen 70. Karrieretitel. Mit seinem ersten Titel in Cincinnati wurde Đoković zudem auch zum ersten Spieler der Geschichte, der bei allen neun Masters-Turnieren mindestens einmal erfolgreich war und somit das sogenannte Golden Masters schaffte. Auch bei den US Open 2018 erreichte Đoković das Endspiel. Mit seiner achten Finalteilnahme beim letzten Grand-Slam-Turnier der Saison egalisierte er den Open-Era-Rekord von Pete Sampras und Ivan Lendl. Im Finale bezwang er Juan Martín del Potro in drei Sätzen und gewann seinen dritten Titel bei den US Open. Mit seinem insgesamt 14. Grand-Slam-Titel zog Đoković mit Sampras gleich und kletterte auch weiter in der Weltrangliste bis auf Platz drei. Anschließend gewann er das Masters in Shanghai zum vierten Mal, nachdem er Borna Ćorić mit 6:3, 6:4 besiegt hatte, und stieg zur Nummer zwei der Weltrangliste auf.
Bei den folgenden Paris Masters erreichte Đoković sein drittes Masters-Finale in Serie, unterlag im Endspiel aber Karen Chatschanow. Damit musste er nach 22 Matcherfolgen in Serie erstmals wieder eine Niederlage hinnehmen. Da der Weltranglistenerste Nadal seine Turnierteilnahme abgesagt hatte, kehrte Đoković am 8. November, nach zweijähriger Unterbrechung, wieder an die Spitze der Weltrangliste zurück. Schon vor den saisonabschließenden Tour Finals sicherte sich Đoković durch die erneute Absage von Nadal auch die Position als Nummer 1 zum Jahresende. Durch sein fünftes Jahr an der Spitze der Weltrangliste zog er gleich mit Roger Federer und Jimmy Connors und liegt in dieser Wertung nur noch hinter Pete Sampras (6 Jahre als Nummer 1). Ohne Niederlage erreichte Đoković sein insgesamt siebtes Endspiel bei den ATP Finals, musste sich aber im letzten Match des Jahres mit 4:6, 3:6 Alexander Zverev geschlagen geben.

### 2019: Rekordsieg bei den Australian Open und fünfter Erfolg in Wimbledon
In der Vorbereitung auf das erste Grand-Slam-Turnier des Jahres verlor Đoković im Halbfinale von Doha gegen Roberto Bautista Agut. Bei den Australian Open selbst erreichte er dann sein drittes Grand-Slam-Finale in Serie. In einer Neuauflage des Endspiels von 2012 traf er auf Rafael Nadal. Erstmals gelang Đoković, im achten Aufeinandertreffen in einem Grand-Slam-Finale, mit 6:3, 6:2 und 6:3 ein glatter Dreisatzerfolg gegen den Spanier. Mit seinem siebten Erfolg bei den Australian Open gelang ihm ein neuer Siegesrekord beim ersten Grand-Slam-Turnier des Jahres, den er bisher gemeinsam mit Roger Federer und Roy Emerson gehalten hatte.
Đoković gelang es nicht die Form der Australian Open bis zu seinen nächsten Auftritten bei den Masters-Turnieren im März zu konservieren. Wie im Vorjahr scheiterte er früh in der dritten Runde (Indian Wells) bzw. im Achtelfinale (Miami). Auch zu Beginn der Sandplatzsaison musste sich Đoković beim Masters-Turnier in Monte Carlo vergleichsweise früh geschlagen geben. Er verlor im Viertelfinale gegen Daniil Medwedew in drei Sätzen. Beim nachfolgenden Masters in Madrid spielte er dann stärker auf und erreichte ohne Satzverlust das Endspiel. Dort besiegte er Stefanos Tsitsipas mit 6:3 und 6:4 und gewann zum dritten Mal in seiner Karriere nach 2011 und 2016 das Turnier in Madrid. Mit seinem insgesamt 33. Erfolg bei einem Masters-Turnier zog er in der Rekordliste wieder mit Rafael Nadal gleich. Nur eine Woche später musste Đoković diesen Rekord wieder an Nadal abgeben. Zwar erreichte er das Finale von Rom, verlor das Endspiel aber gegen den Spanier in drei Sätzen. Bei den French Open spielte er sich ohne Satzverlust ins Halbfinale vor. In einer hartumkämpften Partie musste er sich dort Dominic Thiem in fünf Sätzen geschlagen geben und verpasste somit sein fünftes Endspiel in Paris nur knapp.
Einen Monat später erreichte Đoković bei seiner Titelverteidigung in Wimbledon mit nur zwei Satzverlusten das Endspiel. Dort traf er auf den achtfachen Titelträger Roger Federer. In ihrem dritten gemeinsamen Wimbledon-Endspiel nach 2014 und 2015 setzte sich Đoković äußerst knapp im mit 4 Stunden und 57 Minuten längsten Finale der Wimbledon-Geschichte durch. Beim 7:6, 1:6, 7:6, 4:6 und 13:12 wehrte Đoković zwei Matchbälle Federers ab und gewann den letzten Satz im neu eingeführten Tiebreak. Mit jetzt fünf Titeln in Wimbledon lag Đoković in der Bestenliste des Turniers nur noch hinter Federer (8), Pete Sampras (7) und William Renshaw (7).
In der Vorbereitung auf die US Open 2019 verzichtete Đoković auf das Masters-Turnier in Kanada und startete nur beim Cincinnati Masters. Dort musste er sich im Halbfinale Daniil Medwedew geschlagen geben. Bei den US Open war er durch eine Verletzung an der Schulter gehandicapt und gab während seines Achtelfinalmatches gegen Stan Wawrinka verletzungsbedingt im Laufe des dritten Satzes auf. Ende September kehrte Đoković auf die Tour zurück. Bei seiner ersten Teilnahme beim Turnier in Tokio erreichte Đoković gleich das Endspiel, in dem er John Millman besiegte und seinen vierten Saisontitel feierte. Bei der Titelverteidigung in Shanghai scheiterte er dagegen im Viertelfinale an Stefanos Tsitsipas. Erfolgreicher war Đoković dann beim letzten Masters-Turnier der Saison in Paris, wo er im Finale gegen Denis Shapovalov zum fünften Mal erfolgreich war. Trotz seines fünften Saisontitels musste er die Führung in der Weltrangliste danach aber zumindest vorübergehend an Nadal abgeben. Bei den ATP Finals schied er nach zwei Niederlagen gegen Dominic Thiem und Roger Federer in der Gruppenphase aus, gegen Federer hatte er zuletzt 2015 verloren. Er beendete die Saison hinter Nadal auf dem zweiten Platz der Weltrangliste.

### 2020: Sieg beim ATP Cup, Titelverteidigung bei den Australian Open und Disqualifikation bei den US Open
Đoković konnte mit der serbischen Mannschaft beim erstmals ausgetragenen ATP Cup triumphieren. Er spielte dabei alle sechs mögliche Einzelmatches, zu denen noch zwei Doppelpartien kamen, und gewann diese Partien allesamt. Bei den Australian Open wiederholte er seinen Vorjahreserfolg.
Mit seinem 17. Grand-Slam-Sieg, dem achten bei den Australian Open (was einen Ausbau seines eigenen Rekords bedeutete), erlangte Đoković die Spitzenposition der Weltrangliste wieder. Im Finale besiegte er Dominic Thiem in fünf Sätzen mit 6:4, 4:6, 2:6, 6:3 und 6:4. Zuvor hatte er u. a. Roger Federer, Milos Raonic und Jan-Lennard Struff besiegt.
Im Juni 2020 veranstaltete Đoković die Adria Tour, da aufgrund der COVID-19-Pandemie der reguläre Turnierplan der ATP Tour unterbrochen war. An den Spielorten Belgrad und Zadar kam es infolge von Spielen zu Ansteckungen mit SARS-CoV-2. Neben Đoković selbst wurden seine Frau, Grigor Dimitrow, Borna Ćorić und Viktor Troicki positiv auf das Virus getestet. Đoković sah sich vielfach der Kritik ausgesetzt, das Virus nicht ernst zu nehmen und fahrlässig gehandelt zu haben. Dabei wurden unter anderem sich umarmende Spieler, volle Tribünen, fehlende Mund-Nasen-Bedeckungen sowie eine gemeinsame Feier angeführt. Nach der Wiederaufnahme der Tour gewann Đoković im August das Cincinnati Masters in New York; im Finale bezwang er Milos Raonic in drei Sätzen. Dadurch gewann er als erster Spieler alle neun Masters-Turniere mindestens zweimal und egalisierte mit seinem 35. Titel bei dieser Turnierserie erneut den Rekord von Rafael Nadal.
Bei den US Open wurde er am 6. September 2020 im Achtelfinale im Spiel gegen Pablo Carreño Busta disqualifiziert. Er hatte nach einem verlorenen Aufschlagspiel im ersten Satz aus Frust einen Ball weggeschlagen und dabei eine Linienrichterin getroffen. Anschließend gewann er das Rom Masters zum fünften Mal; mit seinem 36. Titel in dieser Turnierkategorie stellte er einen neuen Rekord auf. In Roland Garros stand er zum fünften Mal im Finale, womit er bei allen vier Grand-Slam-Turnieren mindestens fünfmal das Finale erreichte und die Bestmarke von Federer und Nadal egalisierte. Dieses Finale verlor er jedoch klar in drei Sätzen gegen Nadal. Đoković trat anschließend in Wien an und verlor im Viertelfinale gegen Lorenzo Sonego. Trotzdem erzielte er durch seine beiden vorherigen Siege im Turnier genügend Punkte, um das Jahr als Weltranglistenerster zu beenden. Er stellte bzw. egalisierte somit zwei Rekorde: Zum einen beendete er mit 33 Jahren als ältester Weltranglistenerster eine Saison, zum anderen schloss er das Jahr auch zum insgesamt sechsten Mal als Erster ab, was sonst nur Pete Sampras gelang.

### 2021: Drei Grand-Slam-Titel und Weltranglistenrekord
Đoković gewann durch einen klaren Dreisatzerfolg gegen Daniil Medwedew zum dritten Mal in Folge die Australian Open; dies war sein neunter Australian-Open-Titel bei insgesamt 18 Grand-Slam-Siegen. Am 8. März 2021 stand er in der 311. Woche an der Spitze der Weltrangliste und überbot damit den Rekord von Federer, der die Weltrangliste in seiner Karriere 310 Wochen anführte. Bei den folgenden Turnieren in Monte Carlo und in Belgrad kam er nur ins Achtel- bzw. Viertelfinale. Bei den French Open besiegte er Titelverteidiger Rafael Nadal im Halbfinale. Es war die zweite Niederlage Nadals gegen Đoković (und seine dritte Niederlage insgesamt) bei dem Turnier. Anschließend schlug Đoković im Finale Stefanos Tsitsipas nach 0:2-Satzrückstand in fünf Sätzen. Mit dem Turniersieg wurde Đoković nach Roy Emerson und Rod Laver der erst dritte Spieler, der alle vier Grand-Slam-Turniere mindestens zweimal gewinnen konnte, und der erste, dem dies in der Open Era gelang. In Wimbledon siegte er nach einem Viersatzerfolg gegen Matteo Berrettini zum dritten Mal in Folge und stellte mit 20 Grand-Slam-Titeln den Rekord von Roger Federer und Rafael Nadal ein.
Bei den aufgrund der COVID-19-Pandemie um ein Jahr verschobenen Olympischen Spielen in Tokio trat Đoković im Einzel und Mixed (gemeinsam mit Nina Stojanović) an. Im Einzel erreichte er das Halbfinale, das er in drei Sätzen gegen Alexander Zverev verlor (6:1, 3:6, 1:6). Damit gelang es ihm nicht, in die Fußstapfen von Steffi Graf zu treten und mit dem Golden Slam Siege bei allen vier Grand-Slam-Turnieren in einem Jahr sowie zusätzlich den Gewinn der Goldmedaille beim olympischen Tennisturnier zu erreichen. Das Spiel um Bronze verlor Đoković gegen den Spanier Pablo Carreño Busta in drei Sätzen (4:6, 7:6 (8:6), 3:6). Im Mixed erreichten Đoković und Stojanović ebenfalls das Halbfinale, das sie in zwei Sätzen verloren. Zum Spiel um Platz drei im Mixed trat Đoković auf Grund einer Schulterverletzung nicht an.
Durch eine Dreisatzniederlage (4:6, 4:6, 4:6) im Finale der US Open 2021 gegen Daniil Medwedew verpasste Đoković, der die drei Grand-Slam-Turniere zuvor gewonnen hatte, den Grand Slam. Zum Saisonabschluss gewann er das Paris Masters, bei dem er im Endspiel Daniil Medwedew in zwei Sätzen besiegte. Mit dem 37. Masters-Titel wurde er zum Rekordsieger dieser Turnierserie. Bei den ATP Finals erreichte er das Halbfinale und schied dort in drei Sätzen gegen Alexander Zverev aus.

### 2022: Eklat um COVID-19-Impfstatus und die Ausweisung sowie Rekordsieg bei den ATP Finals
Đoković wollte seine Saison mit der Teilnahme an den Australian Open 2022 beginnen, wofür ohne Quarantäne gemäß den australischen Einreisebestimmungen eine COVID-19-Impfung erforderlich gewesen wäre. Die Nichtveröffentlichung seines Impfstatus hatte im Vorfeld für wochenlange Spekulationen in den Medien gesorgt. Nachdem er eine Befreiung von der im australischen Bundesstaat Victoria geltenden Impfpflicht erhalten habe, bestätigte Đoković seine Teilnahme am 4. Januar 2022.
Auf einer Pressekonferenz kritisierte der australische Premierminister Scott Morrison diese Entscheidung und forderte, dass Đoković nach seiner Ankunft die Beweise vorlege, welche die erteilte Ausnahmegenehmigung rechtfertigen, ansonsten könne ihm die Einreise verweigert werden. Auch die australische Innenministerin Karen Andrews wies darauf hin, dass die Regionalregierung des Bundesstaates Victoria und Tennis Australia einem nicht geimpften Spieler zwar die Teilnahme an dem Turnier gestatten könnten, die Grenzregeln würden jedoch von der Nationalregierung überwacht. Nach Erhalt der Ausnahmegenehmigung reiste Đoković von Spanien aus am 5. Januar nach Melbourne. Da Zweifel an der Richtigkeit seiner Deklarationen beim Visumsantrag aufgekommen waren, wurde er jedoch von der Australian Border Force aufgehalten und zu seinem Impfstatus befragt. Er gab an, dass er ungeimpft, aber genesen sei. Das Visum wurde daraufhin annulliert und die Behörde leitete ein Verfahren ein, um Đoković zurückzuweisen, wodurch seine Teilnahme an den Australian Open unwahrscheinlich würde. Seine Anwälte legten gegen die Abschiebungsverfügung Berufung ein; da die Gerichtsverhandlung erst am 10. Januar stattfand, musste er bis dahin in einem Quarantänehotel bleiben. Dem Einspruch gegen seine verweigerte Einreise nach Australien wurde vom Gericht aus formalen Gründen stattgegeben; Đoković sei nicht genug Zeit zugestanden worden, sich zu den Vorwürfen zu äußern. Das Gericht ordnete Đokovićs Freilassung aus der Unterbringungseinrichtung für Ausreisepflichtige an.
Die Gerichtsunterlagen warfen weitere Fragen auf, da sie einen positiven Test Đokovićs am 16. Dezember 2021 enthielten, dieser sich aber in den Folgetagen weiter ohne Maske in der Öffentlichkeit und auf diversen Veranstaltungen aufgehalten hatte. Đoković veröffentlichte am 12. Januar 2022 eine Erklärung, dass er erst nach einem Event am 17. Dezember vom positiven Test erfahren habe. Ein lange vereinbartes Interview mit Fotoshooting am 18. Dezember mit der französischen Sportzeitung L’Équipe in Belgrad habe er trotz positiven Coronatests geführt, was er als „Fehleinschätzung“ bezeichnete. Er habe dabei Abstand gehalten und außer beim Fotoshooting Maske getragen. Dass in seinem Einreiseformular fälschlicherweise angegeben wurde, er sei in den 14 Tagen vor seinem Flug nach Australien nicht gereist, bezeichnete er als „menschlichen Fehler“ seines Agenten, „der sicher nicht absichtlich“ geschehen sei.
Der australische Einwanderungsminister Alex Hawke entschied am 14. Januar als zuständiger Minister der Nationalregierung in Übereinstimmung mit den gültigen Bestimmungen, Đoković die Einreise zu verweigern, und widerrief sein Visum „aus Gründen der Gesundheit und der allgemeinen Ordnung auf Grundlage des öffentlichen Interesses“. Đoković ließ diese Entscheidung gerichtlich überprüfen. Der Federal Court of Australia bestätigte einstimmig die Entscheidung des Ministers, da dieser rechtmäßig von seinem Ermessensspielraum Gebrauch gemacht habe.
Sein erstes Turnier 2022 spielte er im Februar in Dubai, wo er im Viertelfinale mit 4:6, 6:7 gegen Jiří Veselý verlor. Bei den Serbia Open und dem Masters in Madrid erreichte er das Finale und das Viertelfinale, verlor aber gegen Andrei Rubljow in Belgrad und Carlos Alcaraz in Madrid. Beim Masters in Rom gewann er im Halbfinale gegen Casper Ruud als fünfter Spieler sein 1000. Match auf der Tour. Anschließend gewann er das Turnier nach einem Zweisatzerfolg gegen Stefanos Tsitsipas zum sechsten Mal. Bei den French Open verlor er gegen Rafael Nadal, der das Turnier gewinnen konnte und damit seinen 22. Titel bei einem Grand-Slam-Turnier feierte. Am 10. Juli 2022 gewann er mit einem 4:6, 6:3, 6:4, 7:6-Finalerfolg in Wimbledon gegen Nick Kyrgios seinen siebten Titel bei diesem Turnier und den insgesamt 21. Grand-Slam-Titel. Da die Organisatoren in Wimbledon alle Spieler aus Russland und Belarus vom Turnier ausgeschlossen hatten, entschied die ATP, keine Punkte im Turnier zu vergeben. Dadurch verlor Đoković 2000 Punkte, obwohl er das Turnier gewann. Đoković konnte wegen der Corona-Beschränkungen in den USA nicht an den US Open teilnehmen. Seine Teilnahme an den ATP Finals Ende des Jahres konnte er durch Siege in Tel Aviv und Astana sichern. In Kasachstan feierte er auch seinen 90. Titel auf der ATP Tour. Bei den ATP Finals gewann Đoković alle seine Spiele und konnte sich im Finale gegen Casper Ruud mit 7:5 und 6:3 den Sieg sichern. Mit seinem nun sechsten Titel bei den Finals zog er mit Rekordsieger Roger Federer gleich.

### 2023: Drei Grand-Slam Titel und siebter ATP-Finals Titel, 400 Wochen Nummer 1
Đoković startete seine Saison mit dem Gewinn seines 92. Karrieretitels beim Turnier in Adelaide, wo er Sebastian Korda im Finale in drei Sätzen besiegte, nachdem er einen Matchball abgewehrt hatte. Bei den Australian Open verlor er auf dem Weg ins Finale nur einen Satz. Im Endspiel traf Đoković auf Stefanos Tsitsipas – den er glatt in drei Sätzen besiegte –, um seinen zehnten Australian-Open-Titel zu holen. Mit seinem insgesamt 22. Grand-Slam-Titel zog er wieder mit Rafael Nadal gleich. Am 27. Februar überholte er mit 378 Wochen als Nummer 1 auch den von Steffi Graf bei den Damen gehaltenen Rekord von 377 Wochen an der Spitze. Beim Turnier in Dubai verlor er im Halbfinale gegen Daniil Medwedew in zwei Sätzen. Die French Open gewann er nach einem 7:6 (7:1), 6:3, 7:5 gegen Casper Ruud zum dritten Mal; damit ist er der erste Spieler, der alle vier Grand-Slam-Turniere mindestens dreimal für sich entschied. Durch den 23. Grand-Slam-Erfolg zog er an Nadal vorbei und ist alleiniger Rekordhalter. In Wimbledon unterlag er im Finale Carlos Alcaraz mit 6:1, 6:7, 1:6, 6:3, 4:6; damit verpasste er seinen fünften Titel in Folge bei diesem Turnier und die Siegesserie endete bei 34 Siegen. Die US Open konnte er durch ein 6:3, 7:6 (7:5), 6:3 gegen Daniil Medwedew zum vierten Mal gewinnen, womit er zum ältesten Sieger des Turniers in der Open Era wurde. Mit seinem insgesamt 24. Grand-Slam-Titel stellte er den geschlechterübergreifenden Rekord von Margaret Court ein. Im November gewann er das Paris Masters nach einem 6:4, 6:3 gegen Grigor Dimitrow zum siebten Mal, es war sein insgesamt 40. Masters-Titel. Bei den ATP Finals besiegte er im Finale Lokalmatador Jannik Sinner mit 6:3, 6:3, wodurch er sich mit dem siebten Sieg zum Rekordsieger des Turniers krönte.

### 2024: Olympiasieg
Bei den Australian Open unterlag Đoković im Halbfinale mit 1:6, 2:6, 7:6 (8:6) und 4:6 gegen Jannik Sinner. Es war seine erste Niederlage in Melbourne seit 2018 nach 33 Siegen und das erste Mal, dass er ein Halbfinale bei diesem Turnier verlor. In Indian Wells, wo er nach fünf Jahren Pause erstmals wieder antrat, verlor er in der dritten Runde überraschend gegen den Italiener Luca Nardi. Im März 2024 trennte er sich von seinem Trainer Goran Ivanišević. Beim Monte Carlo Masters erreichte er das Halbfinale, das er gegen Casper Ruud verlor. In Rom scheiterte Đoković bereits in der dritten Runde an Alejandro Tabilo. Zu den French Open reiste Đoković erstmals seit 2018 ohne Titel an. Er erreichte durch ein 6:1, 5:7, 3:6, 7:5 und 6:3 gegen Francisco Cerúndolo das Viertelfinale, wodurch er die Rekorde für die meisten Viertelfinals bei Grand-Slam-Turnieren (59) und die meisten Siege bei Grand-Slam-Turnieren (370) aufstellte. In beiden Statistiken überholte er Roger Federer. Sein Viertelfinale gegen Casper Ruud musste Đoković verletzungsbedingt absagen, dadurch verlor er die Führung in der Weltrangliste an Jannik Sinner. In Wimbledon erreichte er zum zehnten Mal das Finale, das er wie im vorangegangenen Jahr gegen Carlos Alcaraz klar mit 2:6, 2:6, 6:7 (4:7) verlor. Bei den Olympischen Spielen in Paris gewann er die Goldmedaille im Einzel. Im Endspiel schlug er Alcaraz mit 7:6 (7:3), 7:6 (7:2). Damit gewann er den letzten verbliebenen großen Titel, der ihm noch fehlte. Đoković spendet laut der serbischen Boulevardzeitung Kurir seinen kompletten Gewinn für die Goldmedaille für einen guten Zweck. Insgesamt hätte der 37-Jährige knapp 200.000 Euro von der serbischen Regierung für seinen Sieg im Finale gegen Carlos Alcaraz bekommen. Bei den US Open kam er nach einem 4:6, 4:6, 6:2, 4:6 gegen Alexei Popyrin nicht über die dritte Runde hinaus. Damit gewann er in dieser Saison keinen Grand-Slam-Titel, was bei ihm zuletzt 2017 der Fall war.

### 2025: 100. Turniersieg
Bei den Australian Open gelang Đoković zum zwölften Mal der Einzug ins Halbfinale, nachdem er im Viertelfinale Carlos Alcaraz mit 4:6, 6:4, 6:3, 6:4 trotz gesundheitlicher Probleme besiegt hatte. Im Halbfinale gab er verletzungsbedingt nach dem ersten Satz auf, welchen Alexander Zverev im Tie-Break gewonnen hatte. Đoković nahm anschließend am neu aufgewerteten ATP-500-Turnier in Doha teil, verlor jedoch in der ersten Runde gegen Matteo Berrettini. Dies war seine erste Niederlage in der ersten Runde seit den Olympischen Spielen 2016. Đokovićs nächstes Turnier waren die Indian Wells Open, wo er in der zweiten Runde gegen Lucky Loser Botic van de Zandschulp verlor. Es war das zweite Jahr in Folge, in dem er bei diesem Turnier gegen einen Lucky Loser verlor.
Bei den Miami Open siegte er gegen den Lucky Loser Camilo Ugo Carabelli in der dritten Runde und gewann seine 411. Partie auf Masters-Niveau und übertraf damit Nadals Rekord von 410 Siegen. Im Finale verlor er gegen Jakub Menšík in zwei Sätzen. Bei den Madrid Open verlor er in der ersten Runde gegen Matteo Arnaldi. In Genf gewann er seinen ersten Titel der Saison, zugleich war es sein 100. Turniersieg insgesamt. Nur Jimmy Connors (109) und Roger Federer (103) erreichten bis dahin diese Marke in der Open Era. Bei den French Open gelangte er bis ins Halbfinale, in dem er Jannik Sinner in drei Sätzen unterlag. In Wimbledon verlor er sein 14. Halbfinale bei diesem Turnier mit 3:6, 3:6, 4:6 erneut gegen Sinner.

## Erfolge

### Finalteilnahmen

#### Einzel
| Anzahl von Turniersiegen und Finalteilnahmen bei unterschiedlichen Turnieren und Platzbelägen |                            |                           |               |                            |                              |
|                                                                                               | Siege                      | Siege                     |               | Finalteilnahmen            | Finalteilnahmen              |
|                                                                                               | Turnierkategorien*         | Platzbeläge               |               | Turnierkategorien*         | Platzbeläge                  |
|                                                                                               | Grand Slam (24)            | Hartplatz (71)            |               | Grand Slam (37)            | Hartplatz (94)               |
|                                                                                               | ATP Finals (7)             | Sand (21)                 |               | ATP Finals (9)             | Sand (35)                    |
|                                                                                               | ATP Tour Masters 1000 (40) | Rasen (8)                 |               | ATP Tour Masters 1000 (60) | Rasen (14)                   |
|                                                                                               | Olympische Spiele (1)      |                           |               | Olympische Spiele (1)      |                              |
|                                                                                               | ATP Tour 500 (15)          |                           |               | ATP Tour 500 (18)          |                              |
|                                                                                               | ATP Tour 250 (13)          |                           |               | ATP Tour 250 (18)          |                              |
| Detaillierte Darstellung der Turniersiege                                                     |                            |                           |               |                            |                              |
| Nr.                                                                                           | Datum                      | Turnier                   | Belag         | Finalgegner                | Ergebnis                     |
| 001.                                                                                          | 23. Juli 2006              | Amersfoort                | Sand          | Nicolás Massú              | 7:65, 6:4                    |
| 002.                                                                                          | 8. Oktober 2006            | Metz                      | Hartplatz (i) | Jürgen Melzer              | 4:6, 6:3, 6:2                |
| 003.                                                                                          | 7. Januar 2007             | Adelaide (1)              | Hartplatz     | Chris Guccione             | 6:3, 6:76, 6:4               |
| 004.                                                                                          | 1. April 2007              | Miami Masters (1)         | Hartplatz     | Guillermo Cañas            | 6:3, 6:2, 6:4                |
| 005.                                                                                          | 6. Mai 2007                | Estoril                   | Sand          | Richard Gasquet            | 7:67, 0:6, 6:1               |
| 006.                                                                                          | 12. August 2007            | Kanada Masters (1)        | Hartplatz     | Roger Federer              | 7:62, 2:6, 7:62              |
| 007.                                                                                          | 14. Oktober 2007           | Wien                      | Hartplatz (i) | Stan Wawrinka              | 6:4, 6:0                     |
| 008.                                                                                          | 27. Januar 2008            | Australian Open (1)       | Hartplatz     | Jo-Wilfried Tsonga         | 4:6, 6:4, 6:3, 7:62          |
| 009.                                                                                          | 23. März 2008              | Indian Wells Masters (1)  | Hartplatz     | Mardy Fish                 | 6:2, 5:7, 6:3                |
| 010.                                                                                          | 11. Mai 2008               | Rom Masters (1)           | Sand          | Stan Wawrinka              | 4:6, 6:3, 6:3                |
| 011.                                                                                          | 16. November 2008          | Tennis Masters Cup (1)    | Hartplatz (i) | Nikolai Dawydenko          | 6:1, 7:5                     |
| 012.                                                                                          | 28. Februar 2009           | Dubai (1)                 | Hartplatz     | David Ferrer               | 7:5, 6:3                     |
| 013.                                                                                          | 10. Mai 2009               | Belgrad (1)               | Sand          | Łukasz Kubot               | 6:3, 7:60                    |
| 014.                                                                                          | 11. Oktober 2009           | Peking (1)                | Hartplatz     | Marin Čilić                | 6:2, 7:64                    |
| 015.                                                                                          | 8. November 2009           | Basel (1)                 | Hartplatz (i) | Roger Federer              | 6:4, 4:6, 6:2                |
| 016.                                                                                          | 15. November 2009          | Paris Masters (1)         | Hartplatz (i) | Gaël Monfils               | 6:2, 5:7, 7:63               |
| 017.                                                                                          | 28. Februar 2010           | Dubai (2)                 | Hartplatz     | Michail Juschny            | 7:5, 5:7, 6:3                |
| 018.                                                                                          | 11. Oktober 2010           | Peking (2)                | Hartplatz     | David Ferrer               | 6:2, 6:4                     |
| 019.                                                                                          | 30. Januar 2011            | Australian Open (2)       | Hartplatz     | Andy Murray                | 6:4, 6:2, 6:3                |
| 020.                                                                                          | 26. Februar 2011           | Dubai (3)                 | Hartplatz     | Roger Federer              | 6:3, 6:3                     |
| 021.                                                                                          | 20. März 2011              | Indian Wells Masters (2)  | Hartplatz     | Rafael Nadal               | 4:6, 6:3, 6:2                |
| 022.                                                                                          | 3. April 2011              | Miami Masters (2)         | Hartplatz     | Rafael Nadal               | 4:6, 6:3, 7:64               |
| 023.                                                                                          | 1. Mai 2011                | Belgrad (2)               | Sand          | Feliciano López            | 7:64, 6:2                    |
| 024.                                                                                          | 8. Mai 2011                | Madrid Masters (1)        | Sand          | Rafael Nadal               | 7:5, 6:4                     |
| 025.                                                                                          | 15. Mai 2011               | Rom Masters (2)           | Sand          | Rafael Nadal               | 6:4, 6:4                     |
| 026.                                                                                          | 3. Juli 2011               | Wimbledon (1)             | Rasen         | Rafael Nadal               | 6:4, 6:1, 1:6, 6:3           |
| 027.                                                                                          | 14. August 2011            | Kanada Masters (1)        | Hartplatz     | Mardy Fish                 | 6:2, 3:6, 6:4                |
| 028.                                                                                          | 12. September 2011         | US Open (1)               | Hartplatz     | Rafael Nadal               | 6:2, 6:4, 6:73, 6:1          |
| 029.                                                                                          | 29. Januar 2012            | Australian Open (3)       | Hartplatz     | Rafael Nadal               | 5:7, 6:4, 6:2, 6:75, 7:5     |
| 030.                                                                                          | 1. April 2012              | Miami Masters (3)         | Hartplatz     | Andy Murray                | 6:1, 7:64                    |
| 031.                                                                                          | 12. August 2012            | Kanada Masters (2)        | Hartplatz     | Richard Gasquet            | 6:3, 6:2                     |
| 032.                                                                                          | 7. Oktober 2012            | Peking (3)                | Hartplatz     | Jo-Wilfried Tsonga         | 7:64, 6:2                    |
| 033.                                                                                          | 14. Oktober 2012           | Shanghai Masters (1)      | Hartplatz     | Andy Murray                | 5:7, 7:611, 6:3              |
| 034.                                                                                          | 12. November 2012          | ATP World Tour Finals (2) | Hartplatz (i) | Roger Federer              | 7:66, 7:5                    |
| 035.                                                                                          | 27. Januar 2013            | Australian Open (4)       | Hartplatz     | Andy Murray                | 6:72, 7:63, 6:3, 6:2         |
| 036.                                                                                          | 2. März 2013               | Dubai (4)                 | Hartplatz     | Tomáš Berdych              | 7:5, 6:3                     |
| 037.                                                                                          | 21. April 2013             | Monte Carlo Masters (1)   | Sand          | Rafael Nadal               | 6:2, 7:61                    |
| 038.                                                                                          | 6. Oktober 2013            | Peking (4)                | Hartplatz     | Rafael Nadal               | 6:3, 6:4                     |
| 039.                                                                                          | 13. Oktober 2013           | Shanghai Masters (2)      | Hartplatz     | Juan Martín del Potro      | 6:1, 3:6, 7:63               |
| 040.                                                                                          | 3. November 2013           | Paris Masters (2)         | Hartplatz (i) | David Ferrer               | 7:5, 7:5                     |
| 041.                                                                                          | 11. November 2013          | ATP World Tour Finals (3) | Hartplatz (i) | Rafael Nadal               | 6:3, 6:4                     |
| 042.                                                                                          | 16. März 2014              | Indian Wells Masters (3)  | Hartplatz     | Roger Federer              | 3:6, 6:3, 7:63               |
| 043.                                                                                          | 30. März 2014              | Miami Masters (4)         | Hartplatz     | Rafael Nadal               | 6:3, 6:3                     |
| 044.                                                                                          | 18. Mai 2014               | Rom Masters (3)           | Sand          | Rafael Nadal               | 4:6, 6:3, 6:3                |
| 045.                                                                                          | 6. Juli 2014               | Wimbledon (2)             | Rasen         | Roger Federer              | 6:77, 6:4, 7:64, 5:7, 6:4    |
| 046.                                                                                          | 5. Oktober 2014            | Peking (5)                | Hartplatz     | Tomáš Berdych              | 6:0, 6:2                     |
| 047.                                                                                          | 2. November 2014           | Paris Masters (3)         | Hartplatz (i) | Milos Raonic               | 6:2, 6:3                     |
| 048.                                                                                          | 16. November 2014          | ATP World Tour Finals (4) | Hartplatz (i) | Roger Federer              | kampflos                     |
| 049.                                                                                          | 1. Februar 2015            | Australian Open (5)       | Hartplatz     | Andy Murray                | 7:65, 6:74, 6:3, 6:0         |
| 050.                                                                                          | 22. März 2015              | Indian Wells Masters (4)  | Hartplatz     | Roger Federer              | 6:3, 6:75, 6:2               |
| 051.                                                                                          | 5. April 2015              | Miami Masters (5)         | Hartplatz     | Andy Murray                | 7:63, 4:6, 6:0               |
| 052.                                                                                          | 19. April 2015             | Monte Carlo Masters (2)   | Sand          | Tomáš Berdych              | 7:5, 4:6, 6:3                |
| 053.                                                                                          | 17. Mai 2015               | Rom Masters (4)           | Sand          | Roger Federer              | 6:4, 6:3                     |
| 054.                                                                                          | 12. Juli 2015              | Wimbledon (3)             | Rasen         | Roger Federer              | 7:61, 6:710, 6:4, 6:3        |
| 055.                                                                                          | 13. September 2015         | US Open (2)               | Hartplatz     | Roger Federer              | 6:4, 5:7, 6:4, 6:4           |
| 056.                                                                                          | 11. Oktober 2015           | Peking (6)                | Hartplatz     | Rafael Nadal               | 6:2, 6:2                     |
| 057.                                                                                          | 18. Oktober 2015           | Shanghai Masters (3)      | Hartplatz     | Jo-Wilfried Tsonga         | 6:2, 6:4                     |
| 058.                                                                                          | 8. November 2015           | Paris Masters (4)         | Hartplatz (i) | Andy Murray                | 6:2, 6:4                     |
| 059.                                                                                          | 22. November 2015          | ATP World Tour Finals (5) | Hartplatz (i) | Roger Federer              | 6:3, 6:4                     |
| 060.                                                                                          | 9. Januar 2016             | Doha (1)                  | Hartplatz     | Rafael Nadal               | 6:1, 6:2                     |
| 061.                                                                                          | 31. Januar 2016            | Australian Open (6)       | Hartplatz     | Andy Murray                | 6:1, 7:5, 7:63               |
| 062.                                                                                          | 20. März 2016              | Indian Wells Masters (5)  | Hartplatz     | Milos Raonic               | 6:2, 6:0                     |
| 063.                                                                                          | 3. April 2016              | Miami Masters (6)         | Hartplatz     | Kei Nishikori              | 6:3, 6:3                     |
| 064.                                                                                          | 8. Mai 2016                | Madrid Masters (2)        | Sand          | Andy Murray                | 6:2, 3:6, 6:3                |
| 065.                                                                                          | 5. Juni 2016               | French Open (1)           | Sand          | Andy Murray                | 3:6, 6:1, 6:2, 6:4           |
| 066.                                                                                          | 31. Juli 2016              | Kanada Masters (3)        | Hartplatz     | Kei Nishikori              | 6:3, 7:5                     |
| 067.                                                                                          | 7. Januar 2017             | Doha (2)                  | Hartplatz     | Andy Murray                | 6:3, 5:7, 6:4                |
| 068.                                                                                          | 1. Juli 2017               | Eastbourne                | Rasen         | Gaël Monfils               | 6:3, 6:4                     |
| 069.                                                                                          | 15. Juli 2018              | Wimbledon (4)             | Rasen         | Kevin Anderson             | 6:2, 6:2, 7:63               |
| 070.                                                                                          | 19. August 2018            | Cincinnati Masters (1)    | Hartplatz     | Roger Federer              | 6:4, 6:4                     |
| 071.                                                                                          | 9. September 2018          | US Open (3)               | Hartplatz     | Juan Martín del Potro      | 6:3, 7:64, 6:3               |
| 072.                                                                                          | 14. Oktober 2018           | Shanghai Masters (4)      | Hartplatz     | Borna Ćorić                | 6:3, 6:4                     |
| 073.                                                                                          | 27. Januar 2019            | Australian Open (7)       | Hartplatz     | Rafael Nadal               | 6:3, 6:2, 6:3                |
| 074.                                                                                          | 12. Mai 2019               | Madrid Masters (3)        | Sand          | Stefanos Tsitsipas         | 6:3, 6:4                     |
| 075.                                                                                          | 14. Juli 2019              | Wimbledon (5)             | Rasen         | Roger Federer              | 7:65, 1:6, 7:64, 4:6, 13:123 |
| 076.                                                                                          | 6. Oktober 2019            | Tokio                     | Hartplatz     | John Millman               | 6:3, 6:2                     |
| 077.                                                                                          | 3. November 2019           | Paris Masters (5)         | Hartplatz (i) | Denis Shapovalov           | 6:3, 6:4                     |
| 078.                                                                                          | 2. Februar 2020            | Australian Open (8)       | Hartplatz     | Dominic Thiem              | 6:4, 4:6, 2:6, 6:3, 6:4      |
| 079.                                                                                          | 29. Februar 2020           | Dubai (5)                 | Hartplatz     | Stefanos Tsitsipas         | 6:3, 6:4                     |
| 080.                                                                                          | 29. August 2020            | Cincinnati Masters (2)    | Hartplatz     | Milos Raonic               | 1:6, 6:3, 6:4                |
| 081.                                                                                          | 21. September 2020         | Rom Masters (5)           | Sand          | Diego Schwartzman          | 7:5, 6:3                     |
| 082.                                                                                          | 21. Februar 2021           | Australian Open (9)       | Hartplatz     | Daniil Medwedew            | 7:5, 6:2, 6:2                |
| 083.                                                                                          | 29. Mai 2021               | Belgrad (3)               | Sand          | Alex Molčan                | 6:4, 6:3                     |
| 084.                                                                                          | 13. Juni 2021              | French Open (2)           | Sand          | Stefanos Tsitsipas         | 6:76, 2:6, 6:3, 6:2, 6:4     |
| 085.                                                                                          | 11. Juli 2021              | Wimbledon (6)             | Rasen         | Matteo Berrettini          | 6:74, 6:4, 6:4, 6:3          |
| 086.                                                                                          | 7. November 2021           | Paris Masters (6)         | Hartplatz (i) | Daniil Medwedew            | 4:6, 6:3, 6:3                |
| 087.                                                                                          | 15. Mai 2022               | Rom Masters (6)           | Sand          | Stefanos Tsitsipas         | 6:0, 7:65                    |
| 088.                                                                                          | 10. Juli 2022              | Wimbledon (7)             | Rasen         | Nick Kyrgios               | 4:6, 6:3, 6:4, 7:63          |
| 089.                                                                                          | 2. Oktober 2022            | Tel Aviv                  | Hartplatz (i) | Marin Čilić                | 6:3, 6:4                     |
| 090.                                                                                          | 9. Oktober 2022            | Astana                    | Hartplatz (i) | Stefanos Tsitsipas         | 6:3, 6:4                     |
| 091.                                                                                          | 20. November 2022          | ATP Finals (6)            | Hartplatz (i) | Casper Ruud                | 7:5, 6:3                     |
| 092.                                                                                          | 8. Januar 2023             | Adelaide (2)              | Hartplatz     | Sebastian Korda            | 6:78, 7:63, 6:4              |
| 093.                                                                                          | 29. Januar 2023            | Australian Open (10)      | Hartplatz     | Stefanos Tsitsipas         | 6:3, 7:64, 7:65              |
| 094.                                                                                          | 11. Juni 2023              | French Open (3)           | Sand          | Casper Ruud                | 7:61, 6:3, 7:5               |
| 095.                                                                                          | 20. August 2023            | Cincinnati Masters (3)    | Hartplatz     | Carlos Alcaraz             | 5:7, 7:67, 7:64              |
| 096.                                                                                          | 10. September 2023         | US Open (4)               | Hartplatz     | Daniil Medwedew            | 6:3, 7:65, 6:3               |
| 097.                                                                                          | 5. November 2023           | Paris Masters (7)         | Hartplatz (i) | Grigor Dimitrow            | 6:4, 6:3                     |
| 098.                                                                                          | 19. November 2023          | ATP Finals (7)            | Hartplatz (i) | Jannik Sinner              | 6:3, 6:3                     |
| 099.                                                                                          | 4. August 2024             | Paris                     | Sand          | Carlos Alcaraz             | 7:63, 7:62                   |
| 100.                                                                                          | 24. Mai 2025               | Genf                      | Sand          | Hubert Hurkacz             | 5:7, 7:62, 7:62              |
| Detaillierte Darstellung der verlorenen Finals                                                |                            |                           |               |                            |                              |
| Nr.                                                                                           | Datum                      | Turnier                   | Belag         | Finalgegner                | Ergebnis                     |
| 01.                                                                                           | 30. Juli 2006              | Umag                      | Sand          | Stan Wawrinka              | 6:63:1, aufg.                |
| 02.                                                                                           | 18. März 2007              | Indian Wells Masters      | Hartplatz     | Rafael Nadal               | 2:6, 5:7                     |
| 03.                                                                                           | 9. September 2007          | US Open (1)               | Hartplatz     | Roger Federer              | 6:74, 6:72, 4:6              |
| 04.                                                                                           | 15. Juni 2008              | Queen’s Club (1)          | Rasen         | Rafael Nadal               | 6:76, 5:7                    |
| 05.                                                                                           | 3. August 2008             | Cincinnati Masters (1)    | Hartplatz     | Andy Murray                | 6:74, 6:75                   |
| 06.                                                                                           | 28. September 2008         | Bangkok                   | Hartplatz (i) | Jo-Wilfried Tsonga         | 6:74, 4:6                    |
| 07.                                                                                           | 5. April 2009              | Miami Masters             | Hartplatz     | Andy Murray                | 2:6, 5:7                     |
| 08.                                                                                           | 19. April 2009             | Monte Carlo Masters (1)   | Sand          | Rafael Nadal               | 3:6, 6:2, 1:6                |
| 09.                                                                                           | 3. Mai 2009                | Rom Masters (1)           | Sand          | Rafael Nadal               | 6:72, 2:6                    |
| 10.                                                                                           | 14. Juni 2009              | Halle                     | Rasen         | Tommy Haas                 | 3:6, 7:64, 1:6               |
| 11.                                                                                           | 23. August 2009            | Cincinnati Masters (2)    | Hartplatz     | Roger Federer              | 1:6, 5:7                     |
| 12.                                                                                           | 12. September 2010         | US Open (2)               | Hartplatz     | Rafael Nadal               | 4:6, 7:5, 4:6, 2:6           |
| 13.                                                                                           | 7. November 2010           | Basel                     | Hartplatz (i) | Roger Federer              | 4:6, 6:3, 1:6                |
| 14.                                                                                           | 21. August 2011            | Cincinnati Masters (3)    | Hartplatz     | Andy Murray                | 4:6, 0:3, aufg.              |
| 15.                                                                                           | 22. April 2012             | Monte Carlo Masters (2)   | Sand          | Rafael Nadal               | 3:6, 1:6                     |
| 16.                                                                                           | 21. Mai 2012               | Rom Masters (2)           | Sand          | Rafael Nadal               | 5:7, 3:6                     |
| 17.                                                                                           | 11. Juni 2012              | French Open (1)           | Sand          | Rafael Nadal               | 4:6, 3:6, 6:2, 5:7           |
| 18.                                                                                           | 19. August 2012            | Cincinnati Masters (4)    | Hartplatz     | Roger Federer              | 0:6, 6:77                    |
| 19.                                                                                           | 10. September 2012         | US Open (3)               | Hartplatz     | Andy Murray                | 6:710, 5:7, 6:2, 6:3, 2:6    |
| 20.                                                                                           | 7. Juli 2013               | Wimbledon (1)             | Rasen         | Andy Murray                | 4:6, 5:7, 4:6                |
| 21.                                                                                           | 9. September 2013          | US Open (4)               | Hartplatz     | Rafael Nadal               | 2:6, 6:3, 4:6, 1:6           |
| 22.                                                                                           | 8. Juni 2014               | French Open (2)           | Sand          | Rafael Nadal               | 6:3, 5:7, 2:6, 4:6           |
| 23.                                                                                           | 28. Februar 2015           | Dubai                     | Hartplatz     | Roger Federer              | 3:6, 5:7                     |
| 24.                                                                                           | 7. Juni 2015               | French Open (3)           | Sand          | Stan Wawrinka              | 6:4, 4:6, 3:6, 4:6           |
| 25.                                                                                           | 16. August 2015            | Kanada Masters            | Hartplatz     | Andy Murray                | 4:6, 6:4, 3:6                |
| 26.                                                                                           | 23. August 2015            | Cincinnati Masters (5)    | Hartplatz     | Roger Federer              | 6:71, 3:6                    |
| 27.                                                                                           | 15. Mai 2016               | Rom Masters (3)           | Sand          | Andy Murray                | 3:6, 3:6                     |
| 28.                                                                                           | 11. September 2016         | US Open (5)               | Hartplatz     | Stan Wawrinka              | 7:61, 4:6, 5:7, 3:6          |
| 29.                                                                                           | 20. November 2016          | ATP World Tour Finals (1) | Hartplatz (i) | Andy Murray                | 3:6, 4:6                     |
| 30.                                                                                           | 21. Mai 2017               | Rom Masters (4)           | Sand          | Alexander Zverev           | 4:6, 3:6                     |
| 31.                                                                                           | 24. Juni 2018              | Queen’s Club (2)          | Rasen         | Marin Čilić                | 7:5, 6:74, 3:6               |
| 32.                                                                                           | 4. November 2018           | Paris Masters (1)         | Hartplatz (i) | Karen Chatschanow          | 5:7, 4:6                     |
| 33.                                                                                           | 18. November 2018          | ATP Finals (2)            | Hartplatz (i) | Alexander Zverev           | 4:6, 3:6                     |
| 34.                                                                                           | 19. Mai 2019               | Rom Masters (5)           | Sand          | Rafael Nadal               | 0:6, 6:4, 1:6                |
| 35.                                                                                           | 11. Oktober 2020           | French Open (4)           | Sand          | Rafael Nadal               | 0:6, 2:6, 5:7                |
| 36.                                                                                           | 16. Mai 2021               | Rom Masters (6)           | Sand          | Rafael Nadal               | 5:7, 6:1, 3:6                |
| 37.                                                                                           | 12. September 2021         | US Open (6)               | Hartplatz     | Daniil Medwedew            | 4:6, 4:6, 4:6                |
| 38.                                                                                           | 24. April 2022             | Belgrad                   | Sand          | Andrei Rubljow             | 2:6, 7:64, 0:6               |
| 39.                                                                                           | 6. November 2022           | Paris Masters (2)         | Hartplatz (i) | Holger Rune                | 6:3, 3:6, 5:7                |
| 40.                                                                                           | 16. Juli 2023              | Wimbledon (2)             | Rasen         | Carlos Alcaraz             | 6:1, 6:76, 1:6, 6:3, 4:6     |
| 41.                                                                                           | 14. Juli 2024              | Wimbledon (3)             | Rasen         | Carlos Alcaraz             | 2:6, 2:6, 6:74               |
| 42.                                                                                           | 13. Oktober 2024           | Shanghai Masters          | Hartplatz     | Jannik Sinner              | 6:74, 3:6                    |
| 43.                                                                                           | 31. März 2025              | Miami Masters             | Hartplatz     | Jakub Menšík               | 6:74, 6:74                   |

(*) Bezeichnungen der Turnierkategorien bis 2008:

ATP World Tour Finals = Tennis Masters Cup

ATP World Tour Masters 1000 = ATP Masters Series

ATP World Tour 500 = International Series Gold

ATP World Tour 250 = International Series

#### Doppel
| Anzahl von Turniersiegen und Finalteilnahmen bei unterschiedlichen Turnieren und Platzbelägen |                    |               |            |                      |                                |                   |
|                                                                                               | Siege              | Siege         |            |                      | Finalteilnahmen                | Finalteilnahmen   |
|                                                                                               | Turnierkategorien* | Platzbeläge   |            |                      | Turnierkategorien*             | Platzbeläge       |
|                                                                                               | ATP Tour 250 (1)   | Hartplatz (0) |            |                      | ATP Tour 250 (3)               | Hartplatz (1)     |
|                                                                                               |                    | Rasen (1)     |            |                      |                                | Rasen (2)         |
| Detaillierte Darstellung der Turniersiege                                                     |                    |               |            |                      |                                |                   |
| Nr.                                                                                           | Datum              | Turnier       | Platzbelag | Partner              | Finalgegner                    | Ergebnis          |
| 01.                                                                                           | 13. Juni 2010      | Queen’s Club  | Rasen      | Jonathan Erlich      | Karol Beck David Škoch         | 6:76, 6:2, [10:3] |
| Detaillierte Darstellung der verlorenen Finals                                                |                    |               |            |                      |                                |                   |
| Nr.                                                                                           | Datum              | Turnier       | Belag      | Partner              | Finalgegner                    | Ergebnis          |
| 01.                                                                                           | 7. Januar 2007     | Adelaide      | Hartplatz  | Radek Štěpánek       | Wesley Moodie Todd Perry       | 4:6, 6:3, [13:15] |
| 02.                                                                                           | 26. Juni 2021      | Mallorca      | Rasen      | Carlos Gómez Herrera | Simone Bolelli Máximo González | kampflos          |

(*) Bezeichnungen der Turnierkategorien bis 2008:

ATP World Tour 250 = International Series

### Leistungsbilanz bei den wichtigsten Turnieren
| Turnier 1                    | 2003              | 2004              | 2005              | 2006              | 2007              | 2008              | 2009                 | 2010                 | 2011                 | 2012                 | 2013                 | 2014                 | 2015                 | 2016                 | 2017                 | 2018                 | 2019                 | 2020                 | 2021                 | 2022                 | 2023                 | 2024                 | 2025                 | Gesamt   |
| ---------------------------- | ----------------- | ----------------- | ----------------- | ----------------- | ----------------- | ----------------- | -------------------- | -------------------- | -------------------- | -------------------- | -------------------- | -------------------- | -------------------- | -------------------- | -------------------- | -------------------- | -------------------- | -------------------- | -------------------- | -------------------- | -------------------- | -------------------- | -------------------- | -------- |
| Australian Open              | –                 | –                 | 1R                | 1R                | AF                | S                 | VF                   | VF                   | S                    | S                    | S                    | VF                   | S                    | S                    | 2R                   | AF                   | S                    | S                    | S                    | –                    | S                    | HF                   | HF                   | 10       |
| French Open                  | –                 | –                 | 2R                | VF                | HF                | HF                | 3R                   | VF                   | HF                   | F                    | HF                   | F                    | F                    | S                    | VF                   | VF                   | HF                   | F                    | S                    | VF                   | S                    | VF                   | HF                   | 3        |
| Wimbledon                    | –                 | –                 | 3R                | AF                | HF                | 2R                | VF                   | HF                   | S                    | HF                   | F                    | S                    | S                    | 3R                   | VF                   | S                    | S                    | n.a.                 | S                    | S                    | F                    | F                    | HF                   | 7        |
| US Open                      | –                 | –                 | 3R                | 3R                | F                 | HF                | HF                   | F                    | S                    | F                    | F                    | HF                   | S                    | F                    | –                    | S                    | AF                   | AF                   | F                    | –                    | S                    | 3R                   |                      | 4        |
| ATP Finals 2                 | –                 | –                 | –                 | –                 | RR                | S                 | RR                   | HF                   | RR                   | S                    | S                    | S                    | S                    | F                    | –                    | F                    | RR                   | HF                   | HF                   | S                    | S                    | –                    |                      | 7        |
| Indian Wells Masters         | –                 | –                 | –                 | 1R                | F                 | S                 | VF                   | AF                   | S                    | HF                   | HF                   | S                    | S                    | S                    | AF                   | 2R                   | 3R                   | n.a.                 | –                    | –                    | –                    | 3R                   | 2R                   | 5        |
| Miami Masters                | –                 | –                 | –                 | 2R                | S                 | 2R                | F                    | 2R                   | S                    | S                    | AF                   | S                    | S                    | S                    | –                    | 2R                   | AF                   | n.a.                 | –                    | –                    | –                    | –                    | F                    | 6        |
| Monte Carlo Masters          | –                 | –                 | –                 | 1R                | AF                | HF                | F                    | HF                   | –                    | F                    | S                    | HF                   | S                    | 2R                   | VF                   | AF                   | VF                   | n.a.                 | AF                   | 2R                   | AF                   | HF                   | 2R                   | 2        |
| Madrid Masters 3             | –                 | –                 | –                 | VF                | HF                | AF                | HF                   | –                    | S                    | VF                   | 2R                   | –                    | –                    | S                    | HF                   | 2R                   | S                    | n.a.                 | –                    | HF                   | –                    | –                    | 2R                   | 3        |
| Rom Masters                  | –                 | –                 | –                 | –                 | VF                | S                 | F                    | VF                   | S                    | F                    | VF                   | S                    | S                    | F                    | F                    | HF                   | F                    | S                    | F                    | S                    | VF                   | 3R                   | –                    | 6        |
| Hamburg Masters              | –                 | –                 | –                 | 2R                | VF                | HF                | nicht Teil der Serie | nicht Teil der Serie | nicht Teil der Serie | nicht Teil der Serie | nicht Teil der Serie | nicht Teil der Serie | nicht Teil der Serie | nicht Teil der Serie | nicht Teil der Serie | nicht Teil der Serie | nicht Teil der Serie | nicht Teil der Serie | nicht Teil der Serie | nicht Teil der Serie | nicht Teil der Serie | nicht Teil der Serie | nicht Teil der Serie | 0        |
| Kanada Masters               | –                 | –                 | –                 | –                 | S                 | VF                | VF                   | HF                   | S                    | S                    | HF                   | AF                   | F                    | S                    | –                    | AF                   | –                    | n.a.                 | –                    | –                    | –                    | –                    |                      | 4        |
| Cincinnati Masters           | –                 | –                 | 1R                | 2R                | 2R                | F                 | F                    | VF                   | F                    | F                    | VF                   | AF                   | F                    | –                    | –                    | S                    | HF                   | S                    | –                    | –                    | S                    | –                    |                      | 3        |
| Shanghai Masters             | nicht ausgetragen | nicht ausgetragen | nicht ausgetragen | nicht ausgetragen | nicht ausgetragen | nicht ausgetragen | HF                   | HF                   | –                    | S                    | S                    | HF                   | S                    | HF                   | –                    | S                    | VF                   | n.a.                 | n.a.                 | n.a.                 | –                    | F                    |                      | 4        |
| Paris Masters                | –                 | –                 | AF                | 2R                | 2R                | AF                | S                    | AF                   | VF                   | 2R                   | S                    | S                    | S                    | VF                   | –                    | F                    | S                    | –                    | S                    | F                    | S                    | –                    |                      | 7        |
| Olympische Spiele            | n.a.              | –                 | nicht ausgetragen | nicht ausgetragen | nicht ausgetragen | B                 | nicht ausgetragen    | nicht ausgetragen    | nicht ausgetragen    | KF                   | nicht ausgetragen    | nicht ausgetragen    | nicht ausgetragen    | 1R                   | nicht ausgetragen    | nicht ausgetragen    | nicht ausgetragen    | nicht ausgetragen    | KF                   | n.a.                 | n.a.                 | S                    | n.a.                 | 1        |
| Davis Cup 4                  |                   | K2                | K1                | PO                | PO                | PO                | PO                   | S                    | HF                   | –                    | F                    | –                    | VF                   | VF                   | HF                   | –                    | VF                   | n.a.                 | HF                   | –                    | HF                   | PO                   |                      | 1        |
| Turnierteilnahmen            | 0                 | 3                 | 9                 | 19                | 22                | 19                | 22                   | 19                   | 15                   | 17                   | 16                   | 15                   | 16                   | 16                   | 10                   | 16                   | 15                   | 8                    | 11                   | 11                   | 12                   | 10                   | 10                   | 311      |
| Erreichte Finals             | 0                 | 0                 | 0                 | 3                 | 7                 | 7                 | 10                   | 4                    | 11                   | 11                   | 9                    | 8                    | 15                   | 10                   | 3                    | 7                    | 6                    | 5                    | 7                    | 7                    | 8                    | 3                    | 2                    | 143      |
| Gewonnene Titel              | 0                 | 0                 | 0                 | 2                 | 5                 | 4                 | 5                    | 2                    | 10                   | 6                    | 7                    | 7                    | 11                   | 7                    | 2                    | 4                    | 5                    | 4                    | 5                    | 5                    | 7                    | 1                    | 1                    | 100      |
| Hartplatz-Siege/-Niederlagen | 0:0               | 0:1               | 2:3               | 17:9              | 43:12             | 43:12             | 53:11                | 43:12                | 46:5                 | 50:5                 | 53:5                 | 40:6                 | 59:5                 | 47:6                 | 12:3                 | 31:7                 | 35:8                 | 30:4                 | 30:4                 | 21:3                 | 38:3                 | 16:5                 | 12:5                 | 721:134  |
| Sand-Siege/-Niederlagen      | 0:0               | 1:2               | 4:5               | 14:5              | 18:5              | 16:3              | 17:6                 | 12:4                 | 17:1                 | 16:4                 | 15:3                 | 14:2                 | 16:1                 | 16:2                 | 12:4                 | 11:5                 | 15:3                 | 11:1                 | 18:3                 | 14:4                 | 12:3                 | 16:3                 | 9:3                  | 295:72   |
| Rasen-Siege/-Niederlagen     | 0:0               | 0:0               | 2:1               | 4:2               | 6:2               | 5:2               | 8:2                  | 6:2                  | 7:0                  | 9:3                  | 6:1                  | 7:0                  | 7:0                  | 2:1                  | 8:1                  | 11:1                 | 7:0                  | 0:0                  | 7:0                  | 7:0                  | 6:1                  | 5:1                  | 5:1                  | 125:21   |
| Teppich-Siege/-Niederlagen   | 0:0               | 1:0               | 3:2               | 5:2               | 1:0               | 0:0               | 0:0                  | 0:0                  | 0:0                  | 0:0                  | 0:0                  | 0:0                  | 0:0                  | 0:0                  | 0:0                  | 0:0                  | 0:0                  | 0:0                  | 0:0                  | 0:0                  | 0:0                  | 0:0                  | 0:0                  | 10:4     |
| Gesamt-Siege/-Niederlagen    | 0:0               | 2:3               | 11:11             | 40:18             | 68:19             | 64:17             | 78:19                | 61:18                | 70:6                 | 75:12                | 74:9                 | 61:8                 | 82:6                 | 65:9                 | 32:8                 | 53:13                | 57:11                | 41:5                 | 55:7                 | 42:7                 | 56:7                 | 37:9                 | 26:9                 | 1150:231 |
| Position am Jahresende       | 679               | 186               | 78                | 16                | 3                 | 3                 | 3                    | 3                    | 1                    | 1                    | 2                    | 1                    | 1                    | 2                    | 12                   | 1                    | 2                    | 1                    | 1                    | 5                    | 1                    | 7                    |                      | N/A      |

Anmerkung: Die Statistik berücksichtigt nur Ergebnisse im Einzel. Eine Ausnahme bilden die Mannschaftswettbewerbe Davis Cup, Laver Cup und ATP Cup, wo eine erreichte Runde auch dann angegeben wird, wenn der Spieler nur im Doppel eingesetzt worden ist.

Stand: 14. Juli 2025.

Legende: S = Turniersieg; F = unterlegener Finalist; HF, VF, AF = ausgeschieden im Halb-, Viertel-, Achtelfinale; 3R, 2R, 1R = ausgeschieden in der 3., 2., 1. Runde; RR (Round Robin) = ausgeschieden in der Gruppenphase; B = Bronzemedaille; KF (Kleines Finale) = unterlegen im Spiel um Platz drei; PO (Playoff) = Auf- und Abstiegsrunde für die Weltgruppe im Davis Cup; K1, K2, K3, K4 = Teilnahme in der Kontinentalgruppe I, II, III, IV im Davis Cup.

## Rekorde

### Grand-Slam-Turniere
- Mit 24 Grand-Slam-Titeln ist er der erfolgreichste Spieler in dieser Turnierkategorie.
- Er erreichte die Rekordzahl von 37 Grand-Slam-Finals, 52 Halbfinals und 63 Viertelfinals.
- Er gewann die meisten Grand-Slam-Matches (392).[52]
- Er ist einer von zwei Spielern, die ein Grand-Slam-Turnier mindestens zehnmal gewinnen konnten.
- Er ist der einzige Spieler, der alle vier Grand-Slam-Turniere mindestens dreimal gewinnen konnte.
  - Als einziger Spieler erreichte er bei allen vier Turnieren mindestens dreimal in Folge das Finale.
- Er gewann die Rekordzahl von zehn Einzeltiteln bei den Australian Open und die meisten Titel in Serie bei diesem Turnier (2011–2013 und 2019–2021). Mit 28 Siegen hält er auch den Rekord für die meisten Matchgewinne in Folge bei diesem Turnier.
- Mit einer Siegesquote von 88,7 % (Stand nach den Australian Open) hält er den Rekord für die beste Quote bei Grand-Slam-Turnieren auf Hartplatz.
- Er ist der einzige Spieler, der in vier Saisons (2011, 2015, 2021, 2023) bei mindestens drei Grand-Slam-Turnieren erfolgreich war.
- Đoković konnte in sieben Saisons (2008, 2010, 2013, 2017, 2019, 2022 und 2023) mindestens zwei Turniere gewinnen.
- In der Open Era hält er den Rekord für die meisten Finalteilnahmen (mindestens sieben), die meisten Halbfinalteilnahmen (mindestens zwölf) und die meisten Viertelfinalteilnahmen (mindestens 13) bei jedem Grand-Slam-Turnier. Zusätzlich hat er bei jedem Grand-Slam-Turnier mindestens 90 Matches gewonnen, was ebenfalls einen Rekord darstellt.
- Ebenfalls in der Open Era hält er den Rekord für die meisten Siege in Serie bei Grand-Slam-Turnieren (30, 2015–2016).
- Als erster Spieler der Open Era gelang es ihm, ein Grand-Slam-Turnier (Australian Open) in drei verschiedenen Jahrzehnten zu gewinnen.
- Neben Rod Laver, Björn Borg, Nadal, Federer und Carlos Alcaraz ist er einer von sechs Spielern in der Open Era, die die French Open und Wimbledon hintereinander gewinnen konnten. Dies gelang ihm 2021.
- 2021 gewann er die Australian Open, French Open und Wimbledon und holte somit drei Titel auf drei unterschiedlichen Belägen in einer Saison, was bisher nur Rafael Nadal im Jahr 2010 gelang.
- Das Match zwischen ihm und Rafael Nadal beim Finale der Australian Open 2012 ist das längste Endspiel in der Geschichte der Open Era (5 Stunden und 53 Minuten).

### ATP Finals
- Mit sieben Titeln ist er Rekordsieger bei dem Turnier.
- Er ist der einzige Spieler, der die Tour Finals viermal in Folge gewinnen konnte (von 2012 bis 2015). In diesem Zeitraum erzielte er auch die Rekordzahl von 15 gewonnenen Matches in Folge bei diesem Turnier.
- Mit 36 Jahren ist er auch der älteste Sieger des Turniers (2023).
- Er hat sich innerhalb von 18 Wochen und 6 Tagen am schnellsten für die ATP Finals qualifiziert (2011).
- Als bisher einzigem Spieler gelang es ihm das Turnier in drei verschiedenen Jahrzehnten zu gewinnen.

### ATP Masters 1000
- Đoković ist der einzige Spieler, der jedes aktuelle Turnier der Masters-1000-Serie mindestens einmal bzw. zweimal gewinnen konnte.
- Mit 40 Titeln hält Đoković den Rekord für die meisten Masters-1000-Titel.
- Mit 60 Finalteilnahmen bei Masters-Turnieren hält er den Rekord.
- Er hält mit sechs Titeln den Rekord für die meisten Titelgewinne in dieser Serie im Laufe einer Saison (2015). In dieser Saison erreichte er zudem bei acht von neun Turnieren das Finale, was ebenfalls einen Rekord darstellt.
- Neben Nadal ist er der einzige Spieler, der vier Masters-Turniere in Folge gewinnen konnte. Dies gelang ihm im Laufe seiner Karriere dreimal. Zudem hält er den Rekord von sieben Finalteilnahmen in Serie.
- Bei den Turnieren von Indian Wells (5 Titel, gemeinsam mit Federer), Miami (6 Titel, gemeinsam mit Agassi), Shanghai (4 Titel) und Paris (7 Titel) hält Đoković den Rekord für die meisten Titelgewinne.
- Er ist auch der Rekordhalter bei den meisten Siegen in Serie bei den Masters-Turnieren (31, 2011).
- 2015 gewann er insgesamt 39 Partien bei den Masters-Turnieren.

### Weltrangliste
- Er ist mit acht beendeten Saisons an der Weltranglistenspitze Rekordhalter (2011, 2012, 2014, 2015, 2018, 2020, 2021 und 2023).
- Zudem hält er den Rekord für die meisten Wochen als Nummer 1 der Weltrangliste (428).
- 2023 wurde er mit 36 Jahren zum ältesten Spieler, der eine Saison als Nummer 1 der Weltrangliste beendete.
- Am 8. April 2024 wurde er mit 36 Jahren und 321 Tagen zum ältesten Spieler, der die Weltrangliste anführte.[53]
- Mit 16.950 Punkten hält er den Rekord für die höchste je in der Weltrangliste erreichte Punktzahl (2016).
- 2015 sammelte er die meisten Punkte in einer einzigen Saison (16.585 Punkte).
- Zum Jahresende gelang es ihm als ersten Spieler die Spitzenposition zurückzuerobern, nachdem er die vorherige Saison außerhalb der Top 10 beendet hatte (2018).
- Er ist einer von fünf Spielern der Weltranglistengeschichte, die zwei ganze Saisons an der Spitzenposition verbrachten (2015 und 2021).
- Er führte als einziger während einer Saison die Weltrangliste in 13 unterschiedlichen Jahren an (2011–2016, 2018–2023).

### Sonstige Rekorde
- Mit einem Karrierepreisgeld von mehr als 185 Millionen US-Dollar hält Đoković den Rekord. Zudem erzielte er 2015 mit mehr als 21 Millionen US-Dollar den Bestwert für eine Saison.
- Mit einer Siegesquote von 83,3 % hält Đoković den Rekordwert in der Open Era.
- Mit einer Siegesquote von 84,3 % auf Hartplätzen ist er Rekordhalter in der Open Era.
- Mit 71 Titeln ist er gemeinsam mir Federer der erfolgreichste Spieler auf Hartplätzen.
- Đoković hat die meisten Siege gegen Top-10-Spieler in seiner Karriere zu verzeichnen (261).
- Er gewann als einziger acht unterschiedliche Turniere mindestens dreimal in Folge (Australian Open, Wimbledon, ATP Finals, Indian Wells, Miami, Paris, Dubai & Peking).
- Er konnte in 20 Saisons in Folge mindestens ein Turnier gewinnen (2006–2025), und wie Nadal in 18 Saisons in Folge mindestens zwei Turniere gewinnen (2006–2023).

## Ehrungen
- 2006, 2007: ATP Most Improved Player of the Year
- 2007, 2010, 2011, 2013–2015, 2018, 2019: Serbiens Sportler des Jahres
- 2011, 2012, 2014, 2015, 2018, 2020, 2021, 2023: ATP Player of the Year
- 2011–2015, 2018, 2021: ITF Player of the Year
- 2011: BBC Overseas Sports Personality of the Year
- 2011: Sportler des Jahres (Marca)
- 2011, 2012, 2015, 2023: Europas Sportler des Jahres (UEPS)
- 2011, 2015, 2018, 2021, 2023: Europas Sportler des Jahres (PAP)
- 2011, 2014: United States Sports Academy Male Athlete of the Year
- 2011, 2015, 2021: Eurosport International Athlete of the Year
- 2012, 2013, 2015, 2016, 2021, 2023: ESPY-Awards (ESPN)-Best Male Tennis Player
- 2012: Arthur Ashe Humanitarian of the Year
- 2012, 2015, 2016, 2019, 2024: Laureus Weltsportler des Jahres
- 2016: Marca Leyenda
- 2018: ATP Comeback Player of the Year
- 2021, 2023: Internationaler Champion des champions (L’Équipe)

Am 28. April 2011 wurde Đoković von der Serbisch-Orthodoxen Kirche mit dem St.-Sava-Orden geehrt.
Đoković ist seit August 2011 Botschafter der UNICEF für Serbien. Im Februar 2012 erhielt Đoković das Großkreuz des Ordens des Karađorđe-Sterns, eine Auszeichnung der Republik Serbien.
Im Januar 2013 wurde Đoković in Bosnien-Herzegowina von Milorad Dodik der Orden der Republika Srpska (Orden Republike Srpske) verliehen, eine Auszeichnung die zuvor auch verurteilte Kriegsverbrecher wie Slobodan Milošević, Ratko Mladić und Radovan Karadžić erhielten. Im Jahr 2020 verlieh ihm Dodik dazu die höchste Ordensklasse (Stern mit Schärpe).
Im April 2021 wurde eine 2019 neu entdeckte Wasserdeckelschnecke Đoković zu Ehren mit dem Namen Travunijana djokovici benannt.

## Sonstiges
Im Jahr seines Durchbruchs (2007) wurde Novak Đoković zum Beliebtesten Serben des Jahres gewählt. Durch ihn und die ebenfalls erfolgreichen Tennisspielerinnen Ana Ivanović und Jelena Janković erlebte der Tennissport in Serbien einen generellen Aufschwung.
Đoković sorgte häufig für Furore durch extrem häufiges Auftippen des Balles vor dem Aufschlag. Er glaubte daran, sich damit eine höhere Konzentration verschaffen zu können. Allerdings führte die Angewohnheit mehrfach zu Diskussionen mit seinen Gegnern, auch wurde er von Unparteiischen für diese Eigenart häufig verwarnt. Während des Endspiels der Australian Open im Jahr 2008 beschwerte sich Jo-Wilfried Tsonga mehrfach beim Schiedsrichter über Đokovićs Zeitspiel.
Zudem wurde er als Parodist anderer Tennisspieler bekannt. Unter anderem ahmte er Marija Scharapowa, Rafael Nadal, Andy Roddick sowie auch ehemalige Spieler wie Pete Sampras, Boris Becker und Goran Ivanišević nach. 2010 hatte Đoković einen Cameo-Auftritt in dem Video zur Single „Hello“ von Martin Solveig.
Für seine Restaurantkette „Novak Café & Restaurant“, die es in mehreren Städten in Serbien gibt, hat sich Đoković für den Restaurantbetrieb die weltweite Versorgung von Eselmilchkäse gesichert – eine Käsespezialität aus Serbien und eine der teuersten Käsesorten der Welt. Des Weiteren eröffnete er im April 2016 ein veganes Restaurant in Monaco. Novak ist Veganer.
Mit seiner Frau hält der Sportler 80 % der 2020 gegründeten Firma QuantBioRes, deren Ziel es sei, eine neue Technologie zur Bekämpfung von Viren und resistenten Bakterien zu entwickeln. Laut Experten handele es sich dabei aber um eine unwissenschaftliche Methodik, wie sie ähnlich auch in der Homöopathie Anwendung findet.

## Kontroversen
Đoković sorgte mehrfach mit politischen Statements für Aufsehen, die dem serbischen Nationalismus nahestehen. Ende Dezember 2020 machte er Werbung für einen Rakija mit Namen „Draža“ und posierte mit der Getränkeverpackung, die (wie die Flasche) das Konterfei von Draža Mihailović trägt, dem Tschetnikführer, der als serbischer Nationalist, Kollaborateur und Kriegsverbrecher gilt.
Daneben unterstützte er die Arbeiten und Ansichten des Pseudohistorikers, Ultranationalisten und Verschwörungstheoretikers Jovan Ilić Deretić (1939–2021), nach dem unter anderem die Serben „himmlische Menschen“ seien und zahlreiche antike europäische Kulturen von ihnen abstammten.
Im September 2021 reiste Đoković nach Bosnien-Herzegowina und ließ sich bei einem Treffen mit Milan Jolović beim Kaffeetrinken fotografieren, dem ehemaligen Kommandanten der Drina-Wölfe (Vukovi sa Drine). Die berüchtigte Einheit der Armee der Republika Srpska war im Bosnienkrieg unter anderem am Massaker von Srebrenica beteiligt. Bei seiner Reise traf Đoković auch Milorad Dodik, den Präsidenten der Republika Srpska, welcher das Massaker leugnet.
Bei den French Open 2023 schrieb Đoković auf eine Kameralinse: „Der Kosovo ist das Herz Serbiens – hört auf mit der Gewalt.“ Er kommentierte damit schwere Zusammenstöße im Norden des Kosovo, wo militante Serben 30 Soldaten der internationalen Schutztruppe KFOR verletzten, die die kosovarische Polizei beschützten.
Im September 2023 gedachte er per Instagram militanter serbischer Nationalisten, die bei einem terroristischen Angriff im Nordkosovo in der Woche zuvor ums Leben gekommen waren. Die Angreifer hatten in dem kosovarischen Dorf Banjska kosovarische Polizisten angegriffen, ein Polizist und drei serbische Angreifer kamen ums Leben. Đoković postete ein Foto der Gedenkstätte für die Angreifer mit Emojis, die betende Hände darstellen.

## Schriften
- Siegernahrung : Glutenfreie Ernährung für Höchstleistung. Riva, 2014, ISBN 978-3-86883-402-4.